# دانشگاه شیراز
دانشگاه شیراز ، که تا پیش از انقلاب ۵۷ با نام دانشگاه پهلوی شناخته می شد. یکی از دانشگاه‌های مادر، جامع و دولتی ایران است که در سال ۱۳۲۵ در شیراز تأسیس گردید. در جدیدترین رتبه‌بندی دانشگاه‌های ایران بر اساس بازده علمی، دانشگاه شیراز جزء سه دانشگاه برتر پژوهش‌محور کشور است و یکی از ۵ دانشگاه مادر در رشته‌های مهندسی به‌شمار می‌آید. در اولین گزارش رتبه‌بندی دانشگاه‌های دولتی، دانشگاه شیراز به عنوان سطح یک رتبه‌بندی شده است.
دانشگاه پنسیلوانیا (پن)، برای ایجاد آموزش عالی به سبک آمریکایی در این دانشگاه به دولت ایران کمک کرده است و گایلورد پی هارول (رئیس دانشگاه پنسیلوانیا از سال ۱۹۵۳ تا ۱۹۷۰) در این تلاش، نقش اساسی داشت. بنابراین، دانشگاه پنسیلوانیا در شکل‌دادن بسیاری از ادارات و مؤسسات دانشگاه پهلوی بسیار اثرگذار بوده است. دانشگاه شیراز، دومین پردیس بزرگ ایران را دارد که توسط معمار آمریکایی مینورو یاماساکی، که همچنین مرکز تجارت جهانی را نیز طراحی کرده بود، طراحی شد.
دانشگاه شیراز در زمینه ایجاد برنامه‌های دکترا در ایران پیشگام بوده است. اکنون این دانشگاه دارای بیش از ۲۰٬۰۰۰ دانشجو با ۲۰۰ دوره کارشناسی، ۳۰۰ دوره کارشناسی ارشد، یک دوره دکترای حرفه‌ای (دکتر دامپزشکی یا DVM) و ۱۵۰ دوره دکتری می‌باشد.

## تاریخچه

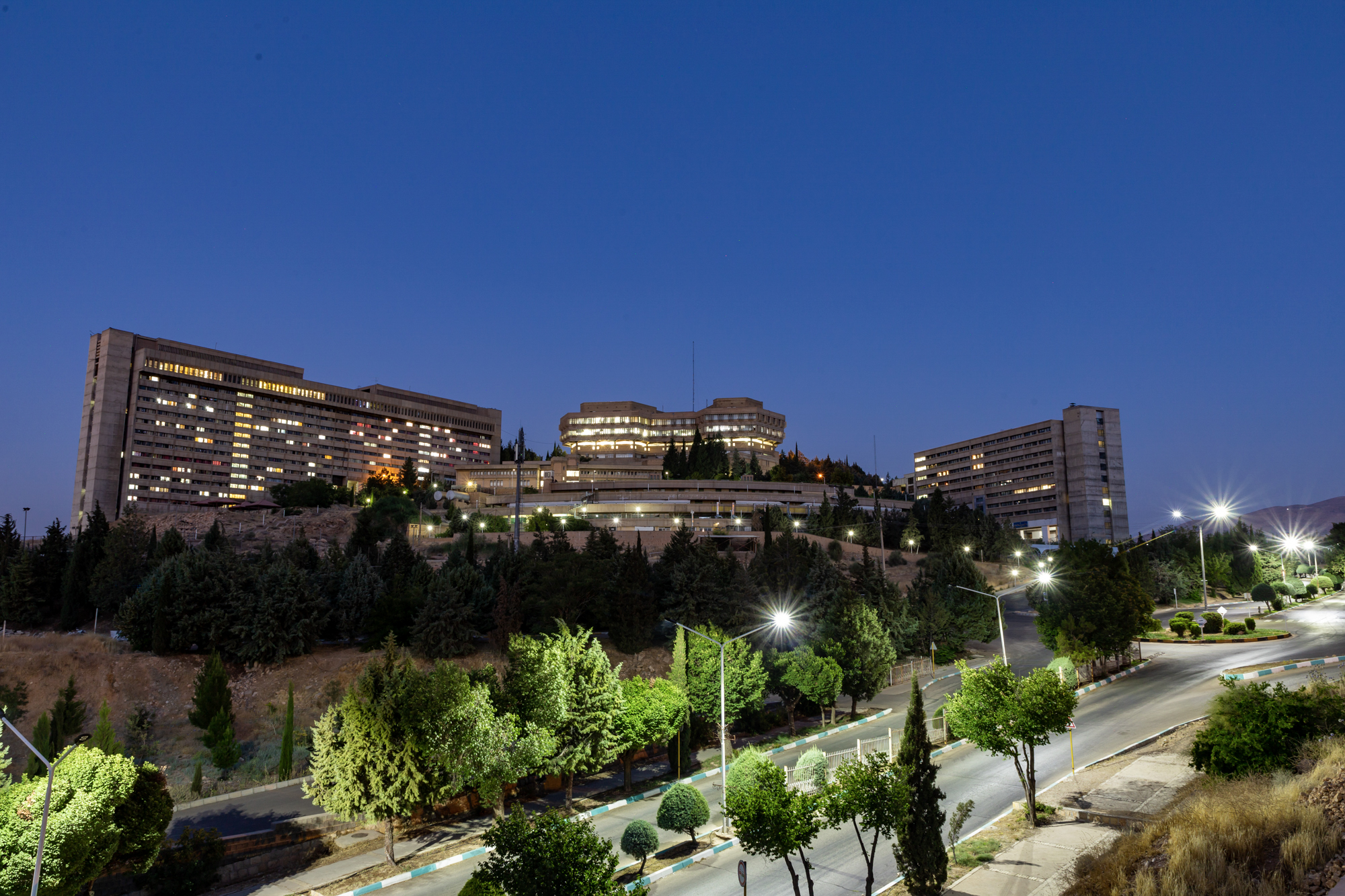
نمایی از خوابگاه‌ها و پردیس علوم انسانی

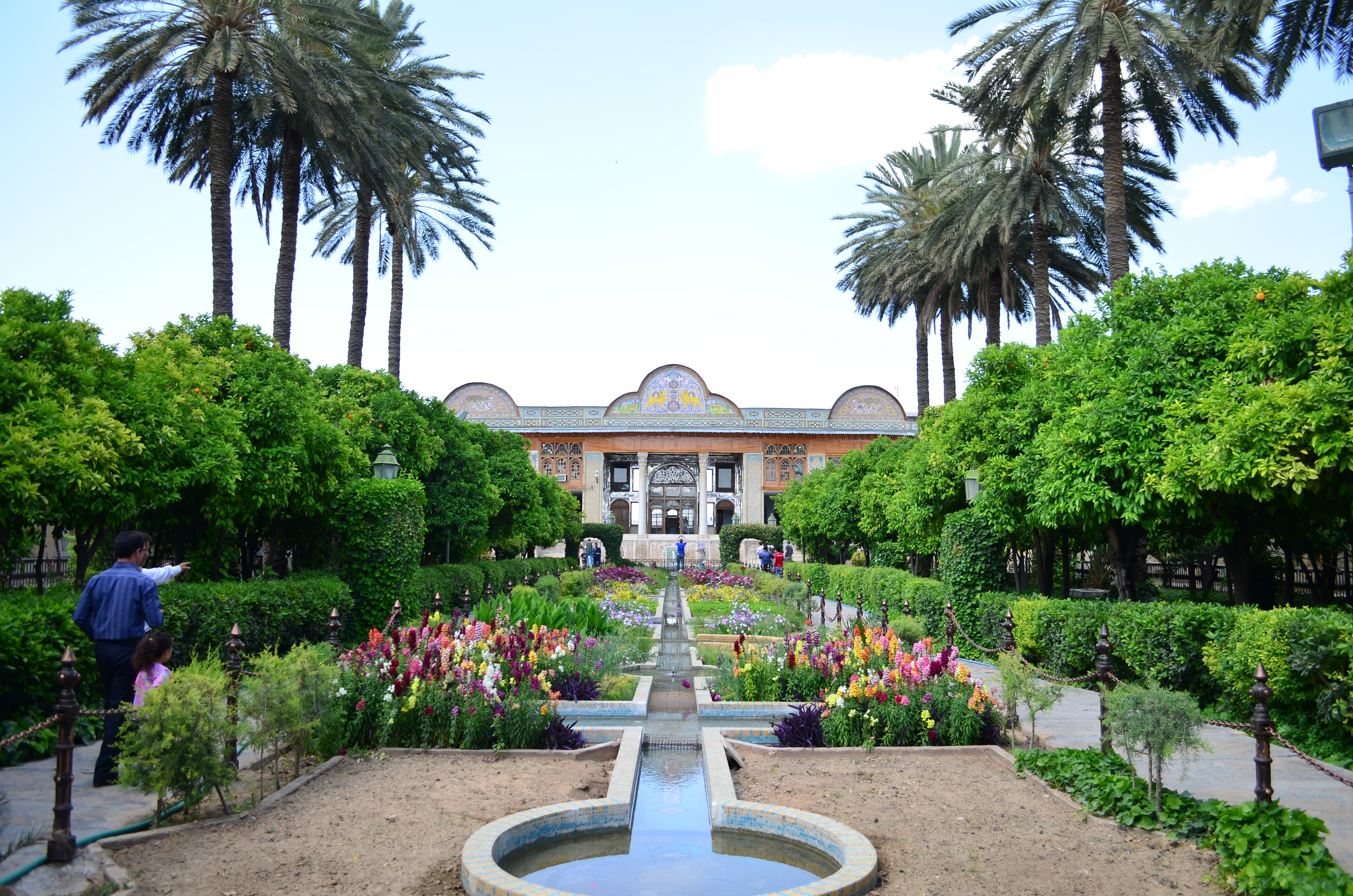
مؤسسهٔ آسیا دانشگاه شیراز در خانه قوام قرار داشت و محل کار اساتیدی همچون ریچارد فرای و آرتور پوپ گردید.

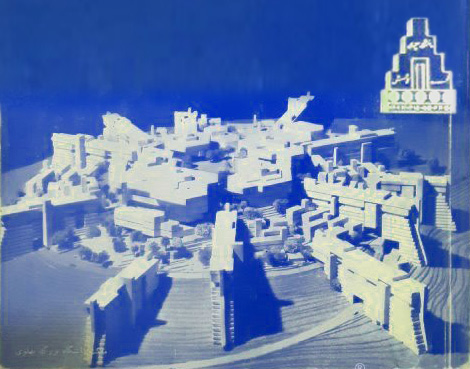
ماکت دانشگاه بزرگ شیراز

### آغاز به کار
دانشگاه شیراز با تأسیس دانشکده فنی با هدف آموزش متخصصان علوم پزشکی با یک برنامه چهار ساله در سال ۱۳۲۵ (۱۹۴۶ میلادی) تأسیس شد.
در ابتدا مؤسسه عالی بهداشت نامیده شد، در سال ۱۳۲۹ (۱۹۵۰) به یک دانشکده پزشکی تبدیل شد. در سال ۱۳۳۲ (۱۹۵۳) آموزشکده پرستاری نمازی و دانشکده‌های کشاورزی و هنر و علوم تأسیس شد. با افزودن دانشکده مهندسی و دانشکده دامپزشکی در سال ۱۳۳۳ (۱۹۵۴)، به وضعیت دانشگاه ارتقاء یافت و دانشگاه پهلوی نامیده شد. سپس دانشکده دندانپزشکی در سال ۱۳۴۸، دانشکده تحصیلات تکمیلی و کالج الکترونیک در سال ۱۳۴۸، و دانشکده‌های حقوق و آموزش در سال ۱۳۴۹ به دانشگاه اضافه شدند.
در سال ۱۳۳۹، محمدرضا پهلوی، شاه ایران، رئیس دانشگاه پنسیلوانیا، گیلورد هارول را دعوت کرد تا به ایران بیاید و مؤسسات آموزش عالی ایران را بازرسی کند. هارول به درخواست شاه گزارشی را با عنوان الگویی برای یک دانشگاه جدید در ایران تهیه کرد و شاه متعاقباً تصمیم گرفت که دانشگاه پنسیلوانیا به دولت ایران در تبدیل دانشگاه پهلوی
به تنها نهادی در ایران که بر اساس سبک آمریکایی برای تحصیلات در مقاطع بالاتر کمک کند.
از این رو دانشگاه پنسیلوانیا (پن) در شکل‌گیری بسیاری از ادارات و موسسات دانشگاه پهلوی بسیار اثرگذار شد.
از این رو بسیاری از اعضای هیئت علمی دانشگاه پنسیلوانیا برای تدریس و انجام تحقیقات در دانشگاه به شیراز اعزام شدند و برنامه تبادل گسترده‌ای برقرار شد. رئیس دانشگاه پنسیلوانیا حتی به خاطر کمک از دانشگاه پنسیلوانیا به دانشگاه پهلوی، یک مدرک افتخاری در شیراز اعطا کرد.
به‌دنبال دعوت محمدرضا پهلوی از رئیس دانشگاه پنسیلوانیا به ایران پس از مذاکراتی چند توسعهٔ دانشگاه شیراز مستقیماً تحت نظر و مدیریت این دانشگاه صاحب‌نام آمریکایی قرار گرفت تا جایی که روابط علمی و فرهنگی بین این دو دانشگاه از مستحکم‌ترین روابط علمی فرهنگی میان ایران و آمریکا گردید و تا روزهای آخر حکومت شاه ادامه داشت. در سال ۱۹۶۲، عیسی صدیق مسئول پیاده‌سازی الگوهای این دانشگاه آیوی لیگ در دانشگاه پهلوی گردید. تدوین بسیاری از دروس، طراحی و توسعه پردیس‌های دانشگاه، تربیت استادان، و بنیان‌گذاری بسیاری از مؤسسات تحقیقاتی دانشگاه پهلوی همه و همه در اختیار این دانشگاه آیوی لیگ قرار گرفتند. بعده‌ها، در دوره هوشنگ نهاوندی، مؤسسه معروف دانشگاه ایالتی کنت نیز در شکل‌گیری و توسعه دانشگاه پهلوی نیز حضور پیدا کرد.
همچنین دانشگاه شیراز اولین دانشگاه دارای هیئت‌مدیره در ایران است. اعضای این هیئت‌مدیره عبارت بودند از وزیر دربار، وزیر فرهنگ، رئیس دانشگاه، استاندار فارس، مدیر عامل سازمان برنامه، مدیر عامل شرکت ملی نفت ایران و عده‌ای بین ۹ تا ۱۵ نفر از شخصیت‌های ذی‌صلاح فرهنگی و اقتصادی و ارباب صنایع کشور که با پیشنهاد وزارای دربار و فرهنگ و تصویب محمدرضا شاه پهلوی برای مدت ۶ ماه انتخاب می‌شدند و ریاست هیئت امنا نیز با وزیر دربار و در غیاب وی با وزیر فرهنگ بود. این نهاد در آن زمان نماینده قانونی دانشگاه بود و همه امور علمی، فنی، آموزشی، مالی، اداری و استخدامی دانشگاه نیز زیر نظر آن اداره می‌شد.
پس از انقلاب اسلامی در سال ۱۳۵۷ و سرنگونی سلسله پهلوی، تغییرات چشمگیر در همه دانشگاه‌ها به اجرا درآمد. نام دانشگاه پهلوی بلافاصله به دانشگاه شیراز تغییر یافت. تمام دانشگاه‌ها به مدت سه سال در یک انقلاب فرهنگی از ۱۹۸۰–۱۹۸۷ بسته شدند تا همه دانشگاه‌ها اسلامی شوند.

### پردیس ارم

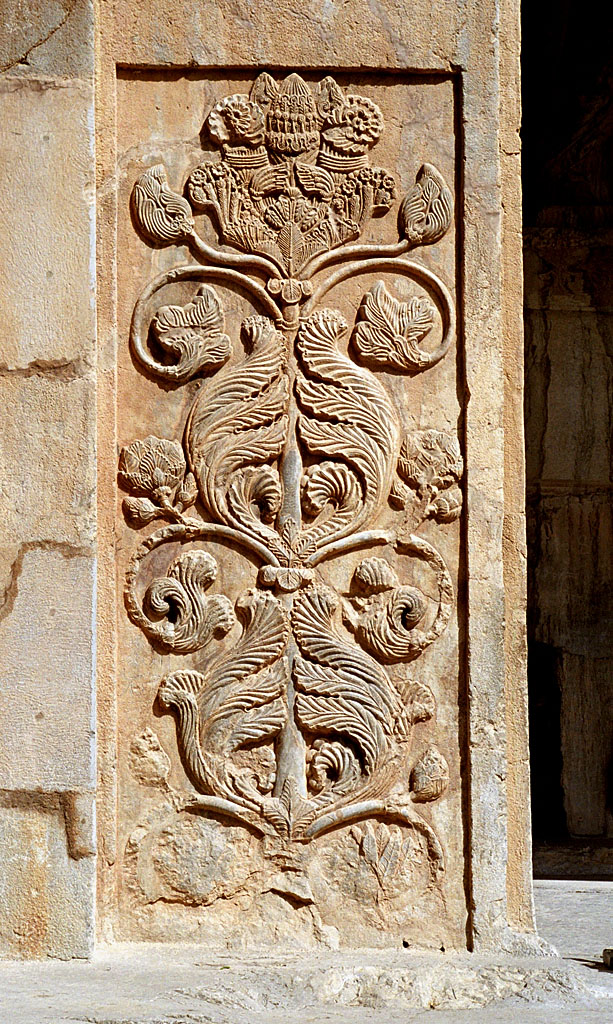
درخت زندگی نقش بسته بر طاق بستان

معمار اصلی این دانشگاه مینورو یاماساکی نام دارد، که از دیگر کارهای مشهور او مرکز تجارت جهانی نیویورک می‌باشد. این مجتمع که به خوابگاه ارم معروف است، در تپه‌ای مجاور میدان ارم واقع شده است و شامل محوطه بسیار بزرگی از زمین‌های دامنه‌ای کوه است که تعداد زیادی از ساختمان‌های اداری و کلاس‌های درسی و خوابگاه‌های دانشجویی در این منطقه قرار دارند.
مینورو یاماساکی آمریکایی طراح و معمار ساختمان‌های خوابگاه دانشجویان روی تپه کوی ارم می‌باشد. این پروژه مصادف با انقلاب سال ۵۷ گشت و نیمه کاره ماند. با این حال طی یک برنامه چندین ساله قرار است تمامی ساختمان‌های مربوط به دانشگاه شیراز، که اکنون در سطح شهر به صورت پراکنده واقع شده‌اند، به صورت منسجم قرار گیرند.

### نشان
نقوش اساسی برای مهر دانشگاه شیراز از درخت زندگی از نقوش طاق بستان الهام گرفته شده است که یکی از مهم‌ترین نقوش دوره ساسانیان است. درخت زندگی مفهومی است که در علم، مذهب، فلسفه، اسطوره و دیگر زمینه‌ها استفاده شده است و به شکل درختی پرشاخه نشان داده می‌شود که نشان‌دهندهٔ این اندیشه است که تمام حیات بر روی زمین به هم مربوط است.

نشان‌واره دانشگاه در گذر زمان
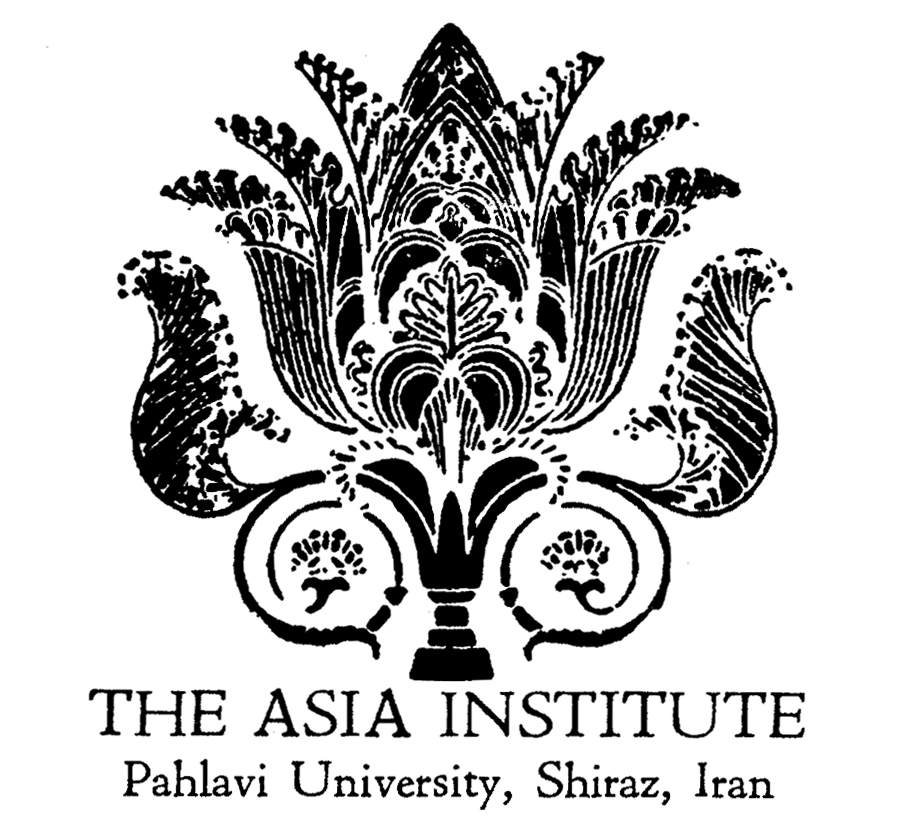
نشان رسمی موسسه آسیایی سابق واقع در دانشگاه پهلوی
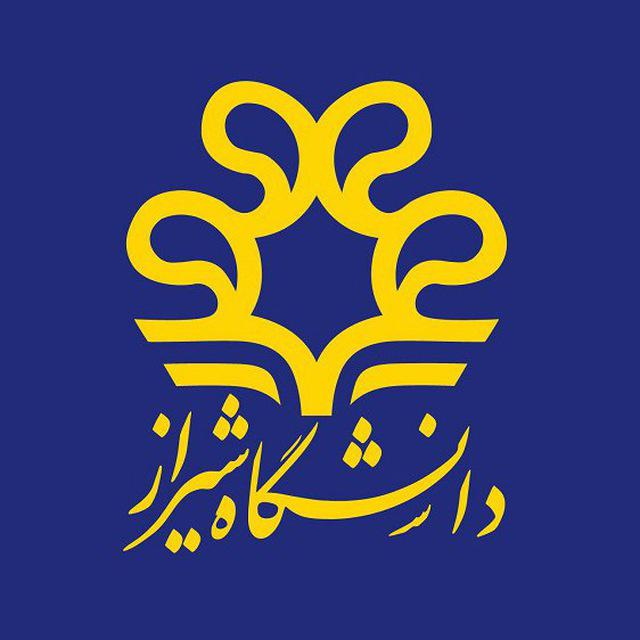
نشان رسمی دانشگاه شیراز

## جایگاه دانشگاه در رتبه‌بندی‌های معتبر بین‌المللی و دست‌آوردها
دانشگاه شیراز در زمینه ایجاد برنامه‌های دکترا در ایران پیشگام بوده است. اکنون این دانشگاه دارای بیش از ۲۰٬۰۰۰ دانشجو، با ۲۰۰ دوره کارشناسی، ۳۰۰ دوره کارشناسی ارشد، یک دوره دکترای حرفه‌ای (دکتر دامپزشکی یا DVM)، و ۱۵۰ دوره دکتری می‌باشد.

### رتبه‌بندی
براساس گزارشی که وزارت علوم، تحقیقات و فناوری در سال ۲۰۱۰ و ۲۰۱۱ منتشر کرده است، دانشگاه شیراز به ترتیب بین ۶۴ تا ۶۸ دانشگاه و دانشگاه غیر پزشکی در ایران رتبه ۶ را کسب کرده است. همچنین در رده‌بندی سال ۲۰۱۲ یکی از سه دانشگاه برتر غیر فنی و غیرپزشکی به همراه دانشگاه تهران و دانشگاه تربیت مدرس بود.
بر اساس نتایج تازه‌ترین رتبه‌بندی بهترین دانشگاه‌های جهان در سال ۲۰۲۴، در نظام رتبه‌بندی جهانی کیواس (QS)، که سالانه توسط مؤسسه کاکارلی سیموندز (Quacquarelli Symonds) اعلام می‌شود، دانشگاه شیراز در رتبه ۶۸۱ بهترین دانشگاه‌های جهان، رتبه ۵ بهترین دانشگاه‌های ایران و به عنوان دومین دانشگاه برتر جامع و مادر ایران پس از دانشگاه تهران قرار گرفته است.
بر اساس رتبه‌بندی بهترین دانشگاه‌های آسیا در سال ۲۰۱۷، که توسط سیستم رتبه‌بندی دانشگاه‌ها و مؤسسه‌های آموزش عالی تایمز (تایمز هایر اجوکیشن) اعلام شد، دانشگاه شیراز به عنوان برترین دانشگاه جامع ایران معرفی گردید.
طبق رتبه‌بندی رشته‌های موضوعی سال ۲۰۱۹ کیواس دانشگاه شیراز در رشته مهندسی شیمی و مکانیک، رتبه ۴۰۰–۳۵۱ و در رشته مهندسی برق و الکترونیک رتبه ۵۰۰–۴۵۱ را در بین ۵۰۰ دانشگاه برتر جهان به‌دست آورده است.
افزون بر این، با توجه به رتبه‌بندی ۲۰۱۹ بهترین دانشگاه‌ها که توسط Times Higher Education (THE) صورت گرفته است، مهندسی شیمی و مهندسی کامپیوتر دانشگاه شیراز بین ۳ دانشگاه برتر ایران قرار گرفته است. همچنین، براساس معیار تدریس رتبه‌بندی در علوم کامپیوتر، دانشگاه شیراز نیز رتبه اول در ایران را کسب کرده است.

### نشریات دانشجویی
دانشگاه شیراز با کسب ۲۷ عنوان برتر ملی در یازدهمین جشنواره سراسری نشریات دانشجویی کشور (تیتر ۱۱) صدرنشین دانشگاه‌های وزارت علوم شد.

## مجموعه دانشگاه

### دانشکده‌ها

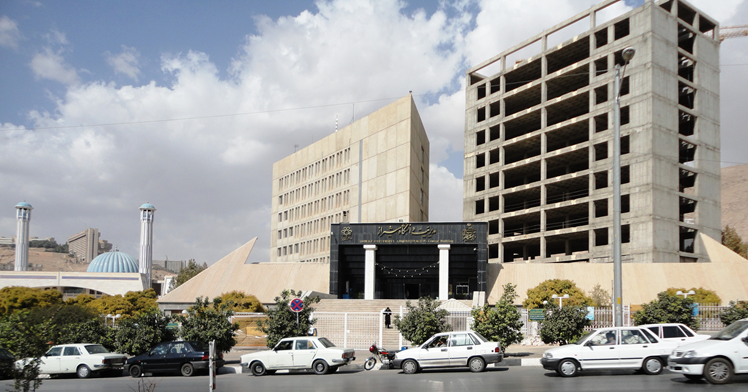
مرکز مدیریت دانشگاه شیراز

#### پردیس علوم انسانی

##### دانشکده ادبیات و علوم انسانی
این دانشکده با ۵ گروه آموزشی و ارائه ۶ دوره کارشناسی، ۱۲ دوره کارشناسی ارشد و ۸ دوره دکتری، هم اینک جزو دانشگاه‌های پیشرو در کشور محسوب می‌شود.
- گروه‌های آموزشی:
  - تاریخ (جزو چهار گروه برتر تاریخ در ایران) - قطب رشته تاریخ عمومی جهان در ایران
  - زبان و ادبیات عربی
  - زبان و ادبیات فارسی
  - زبان‌های خارجی و زبان‌شناسی

این دانشکده ابتدا در چهارراه ادبیات مجاور آرامگاه حافظ قرار داشت اما در سال ۱۴۰۱ این دانشکده به محوطه پردیس ارم داشنگاه شیراز منتقل شد.

##### دانشکده اقتصاد، مدیریت و علوم اجتماعی
این دانشکده در سال ۱۳۸۲ تحت عنوان دانشکده علوم اجتماعی در مجموعه دانشگاه شیراز و در قالب ۳ بخش مدیریت و حسابداری، اقتصاد و علوم اجتماعی شروع به کار نمود. در سال ۱۳۸۵ بخش مدیریت و حسابداری در قالب دو بخش مجزا فعالیت خود را ادامه دادند و هم‌اکنون این دانشکده با شش بخش مشغول به فعالیت می‌باشد.
- گروه‌های آموزشی:
  - اقتصاد
  - مدیریت
  - حسابداری
  - جامعه‌شناسی
  - جغرافیا
  - مدیریت جهانگردی و هتلداری

##### دانشکده الهیات و معارف اسلامی
بخش الهیات و معارف اسلامی، در سال ۱۳۶۲ در دانشکده ادبیات و علوم انسانی تشکیل شد. از سال ۱۳۷۴، به تدریج رشته‌های فلسفه و کلام اسلامی، علوم قرآن و حدیث و «فقه و مبانی حقوق اسلامی» هر کدام در دو مقطعِ کارشناسی و کارشناسی ارشد، در این بخش نوگشایی شده و هم‌اکنون نیز دورهٔ دکترای فلسفه و کلام اسلامی به آن مجموعه افزوده شده است. ین دانشکده دارای حدود ۳۵۰ دانشجو، در مقاطع کارشناسی، کارشناسی ارشد و دکتری می‌باشد و در هر نیم سال به بیش از ۷۵۰۰ دانشجوی کارشناسی در قالب ۱۴ واحد درسی، دروس عمومی ارائه می‌دهد.
- گروه‌های آموزشی:
  - معارف اسلامی
  - فلسفه و کلام اسلامی
  - علوم قرآن و فقه

##### دانشکده حقوق و علوم سیاسی
این دانشکده در سال ۱۳۵۶، تحت عنوانِ دانشکدهٔ حقوق، در مجموعهٔ دانشگاه شیراز و در قالب یک بخش به نام حقوق شروع به کار نمود. در سالِ ۱۳۷۲، اولین دورهٔ کارشناسی ارشد گرایشِ حقوقِ عمومی و حقوقِ خصوصی با پذیرشِ دانشجو شروع شد و بعد از آن در سال ۱۳۷۵، یک گرایش جدید به نام «حقوق بین‌الملل» به مجموعهٔ گرایش‌های کارشناسیِ ارشدِ این رشته اضافه شد. در سال ۱۳۸۱، رشتهٔ علوم سیاسی در این دانشکده، تأسیس و دانشکده به نام «دانشکدهٔ حقوق و علوم سیاسی» تغییر نام یافت. در سال ۱۳۸۴، گرایش حقوق جزا و جرم‌شناسی، با پذیرش دانشجو شروع به فعالیت نمود، همچنین در سال تحصیلی ۱۳۸۸، رشتهٔ مطالعات منطقه‌ای با تأکید بر خاورمیانه و شمال آفریقا، که از شاخه‌های کارشناسی ارشد علوم سیاسی می‌باشد؛ اقدام به پذیرشِ دانشجو نمود. از بهمنِ سالِ ۱۳۹۲، این دانشکده موفق به راه‌اندازی مقطع دکترای حقوق خصوصی و حقوق جزا و جرم‌شناسی گردید. هر کدام از گرایش‌های ذکر شده، تحت یک بخش مستقل، به نام همان گرایش اداره می‌شود. دانشکده حقوق و علوم سیاسی دانشگاه شیراز یکی از معتبرترین دانشکده‌های حقوق و علوم سیاسی ایران و بین ۲۰۰ دانشکده حقوق و علوم سیاسی جهان است.
- گروه‌های آموزشی:
  - حقوق
  - حقوق بین‌الملل
  - حقوق جزا و جرم‌شناسی
  - حقوق خصوصی و اسلامی
  - حقوق عمومی
  - علوم سیاسی

##### دانشکده علوم تربیتی و روان‌شناسی
این دانشکده در سال ۱۳۵۶ شمسی با پذیرش ۵۰ دانشجو آغاز به کار نمود. بنیان‌گذار این دانشکده اصغر رضویه، استاد دانشگاه‌های آمریکا و ایران هستند. ایشان به همراه سید علی‌اکبر حسینی، بنیان‌گذار تعلیم و تربیت اسلامی در ایران، به راه‌اندازی این دانشکده کمک کردند. این دانشکده اکنون پذیرای بسیاری از دانشجویان است. اکنون دارای رشته‌های: مدیریت و برنامه‌ریزی آموزشی و درسی، آموزش کودکان استثنایی، روان‌شناسی تربیتی، تاریخ و فلسفه تعلیم و تربیت، روان‌شناسی بالینی، علوم کتابداری و اطلاع‌رسانی، تربیت بدنی و علوم ورزشی، آموزش و پرورش دبستانی و پیش دبستانی می‌باشد.
- گروه‌های آموزشی:
  - تربیت بدنی و علوم ورزشی
  - روان‌شناسی بالینی
  - روان‌شناسی تربیتی
  - روان‌شناسی و آموزش کودکان استثنایی
  - علم اطلاعات و دانش‌شناسی
  - مبانی تعلیم و تربیت/ آموزش و پرورش دبستانی و پیش دبستانی
  - مدیریت و برنامه‌ریزی آموزشی و درسی

#### دانشکده دامپزشکی شیراز
این دانشکده از مهرماه سال ۱۳۴۸ فعالیت‌های علمی خود را آغاز کرد و دومین دانشکدهٔ دامپزشکی در ایران، بعد از دانشکدهٔ دامپزشکی تهران بود. این دانشکده اکنون با فضایی بالغ بر ۱۰۵ هکتار، علاوه بر پذیرش دانشجو در مقطع دکترای حرفه‌ای و عمومی دامپزشکی و کارشناسی ارشد فیزیولوژی دامپزشکی؛ در ۱۷ رشتهٔ دکترای تخصصی، به تربیت نیروهای متخصص اهتمام دارد. این دانشکده در سال ۱۳۷۸، نخستین مجلهٔ دامپزشکی ایران را تحت عنوان «مجلهٔ تحقیقات دامپزشکی» منتشر ساخت و در سال ۱۳۸۱ موفق به اخذ و دریافت درجهٔ علمی-پژوهشی گردید. مجلهٔ یاد شده در دو بخشِ فارسی و انگلیسی، اقدام به چاپ مقالات برگزیده می‌نماید.
- گروه‌های آموزشی:
  - بهداشت و کنترل کیفی مواد غذایی
  - پاتوبیولوژی
  - دامپزشکی
  - علوم پایه
  - علوم درمانگاهی
  - مدیریت بهداشت دام

#### دانشکده فناوری‌های نوین
دانشکدهٔ فناوری‌های نوینِ دانشگاه شیراز، در سال ۱۳۸۸ تأسیس شد. در اولین قدم رشته کارشناسی ارشد نانو مهندسی شیمی در دانشکده نوگشایی شد و قرار است به تدریج رشته‌های دیگری در حوزه فناوری‌های نوین راه‌اندازی شوند.
- گروه‌های آموزشی:
  - نانو مهندسی شیمی

#### پردیس علوم

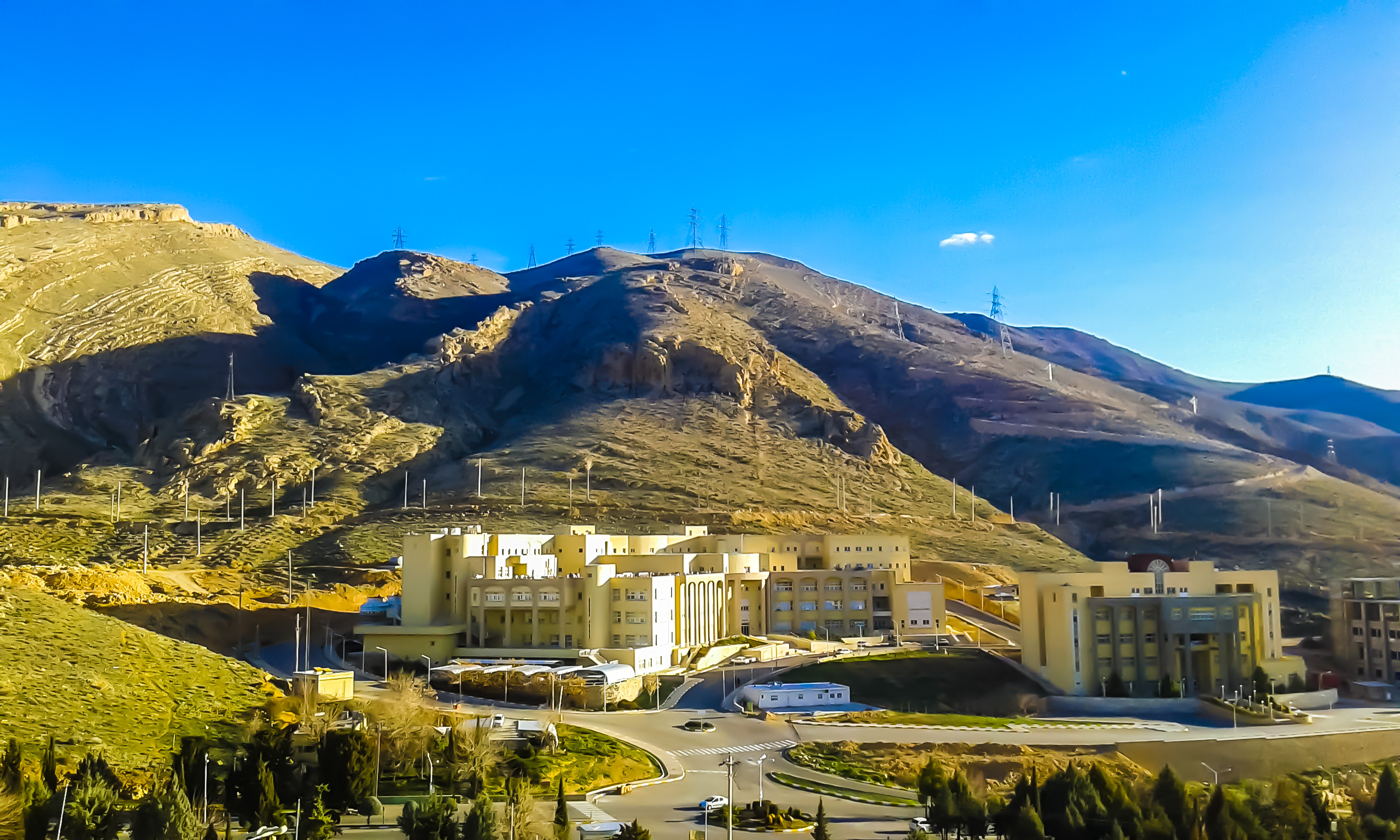
پردیس علوم، بخش شیمی و فیزیک

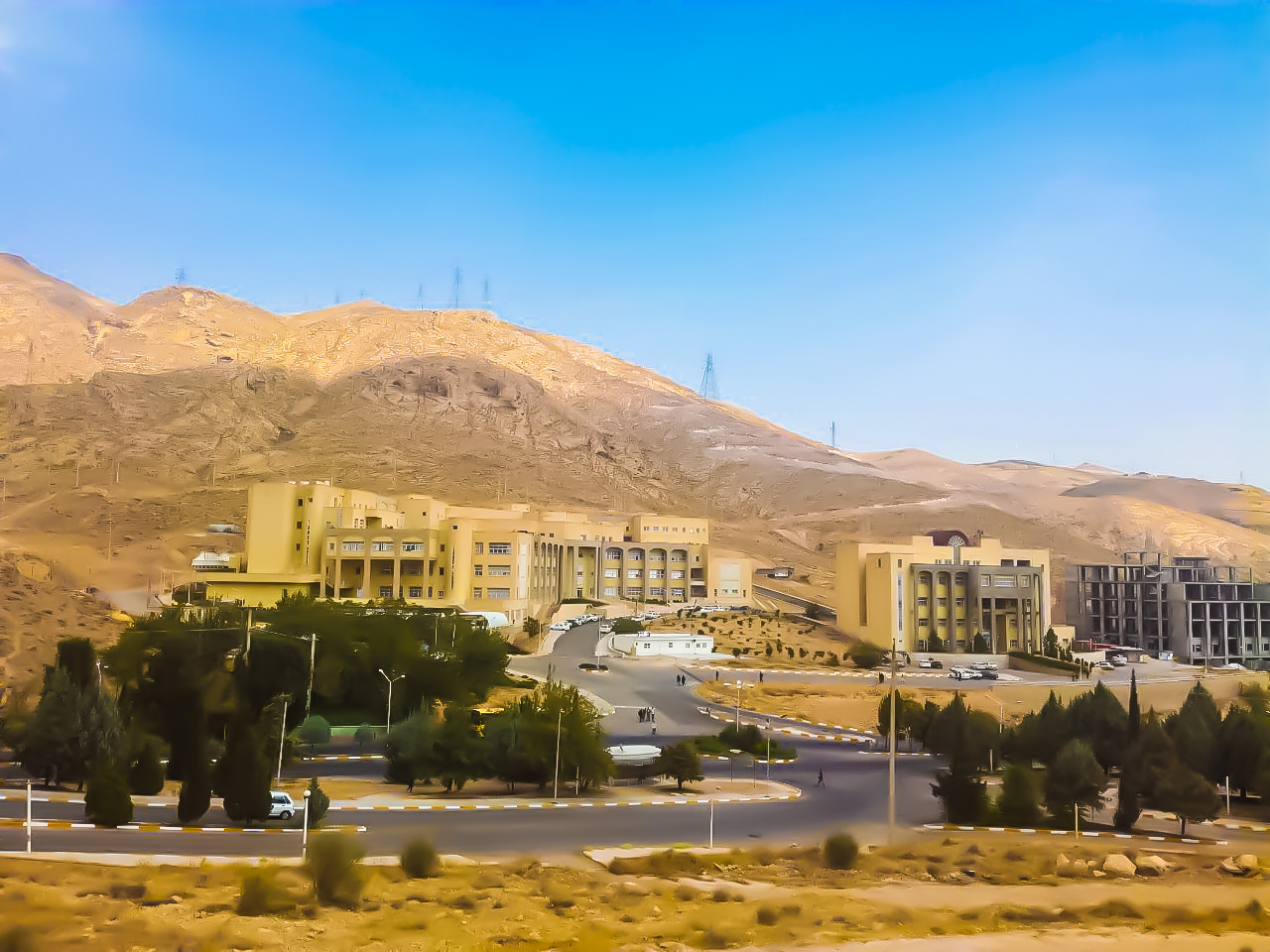
بخش شیمی و فیزیک دانشگاه شیراز و ساختمان‌های در حال ساخت پردیس علوم

دانشکده علوم در سال ۱۳۳۴ تأسیس گردید؛ و از جمله دانشکده‌های بزرگ دانشگاه شیراز است. انتخاب استاد نمونه کشوری از میان استادان از جمله معیارهای متعددی است که می‌تواند نشان‌دهنده سطح کیفی فعالیت‌های انجام شده در دانشکدهٔ علوم باشد. برای چندمین بار از میان دانشجویان این دانشکده، دانشجوی نمونه کشوری انتخاب گردیده است. تمامیِ دانشجویان دانشگاه شیراز دروس پایه خود را از جمله ریاضی، فیزیک، شیمی، زیست‌شناسی، زمین‌شناسی، آمار و آزمایشگاه‌های مربوط به آن‌ها را در این دانشکده می‌گذرانند.
- گروه‌های آموزشی:
  - آمار
  - ریاضی
  - زیست‌شناسی
  - شیمی
  - علوم زمین
  - فیزیک

#### دانشکده کشاورزی
دانشکدهٔ کشاورزی در سال ۱۳۳۴، به عنوان یکی از واحدهای آموزشی دانشگاه شیراز، تأسیس شد و استادان مدعو از دیگر دانشگاه‌های کشور، به ویژه تهران جهت تدریس به شیراز دعوت می‌شدند. این دانشکده در سال ۱۳۴۰، به مکان جدید ـ باجگاه واقع در ۱۵ کیلومتری شمال غربی شیراز ـ انتقال یافت. در سال ۱۳۴۸، ساختمان‌های اداری و آموزشی این دانشکده در باجگاه افتتاح شد و کلیه تشکیلات این مؤسسهٔ آموزشی، از شیراز به مکان جدید انتقال یافت. این دانشکده اکنون، ۱۱ بخش فعال آموزشی با رشته‌ها و مقاطع مختلف تحصیلی و دیگر مراکز تحقیقاتی در اختیار دارد. کتابخانهٔ این دانشکده، در سال ۱۳۴۱، با نزدیک به دو هزار جلد کتاب، فعالیت خود را آغاز کرد و اکنون ۱۰۷۱۳ جلد کتاب فارسی و ۱۶۰۹۷ جلد کتاب لاتین دارد. این کتابخانه هم‌اکنون با عنوان «کتابخانهٔ شهید مفتح» به کار خود ادامه می‌دهد.
- گروه‌های آموزشی:
  - اقتصاد کشاورزی
  - بیوتکنولوژی
  - ترویج و آموزش کشاورزی
  - زراعت و اصلاح نباتات
  - علوم باغبانی
  - علوم خاک
  - علوم دامی
  - علوم و صنایع غذایی
  - گیاه پزشکی
  - مهندسی آب
  - مهندسی بیوسیستم
  - مهندسی منابع طبیعی و محیط زیست
  - مهندسی فضای سبز

##### دانشکده کشاورزی و منابع طبیعی داراب
این دانشکده در سال ۱۳۶۷ با رشته امور زراعی در شهر داراب تأسیس شد.
- گروه‌های آموزشی:
  - اگرواکولوژی
  - تکنولوژی آبیاری
  - تکنولوژی مرتع و آب‌خیزداری
  - تولیدات گیاهی
  - کشاورزی

#### پردیس مهندسی

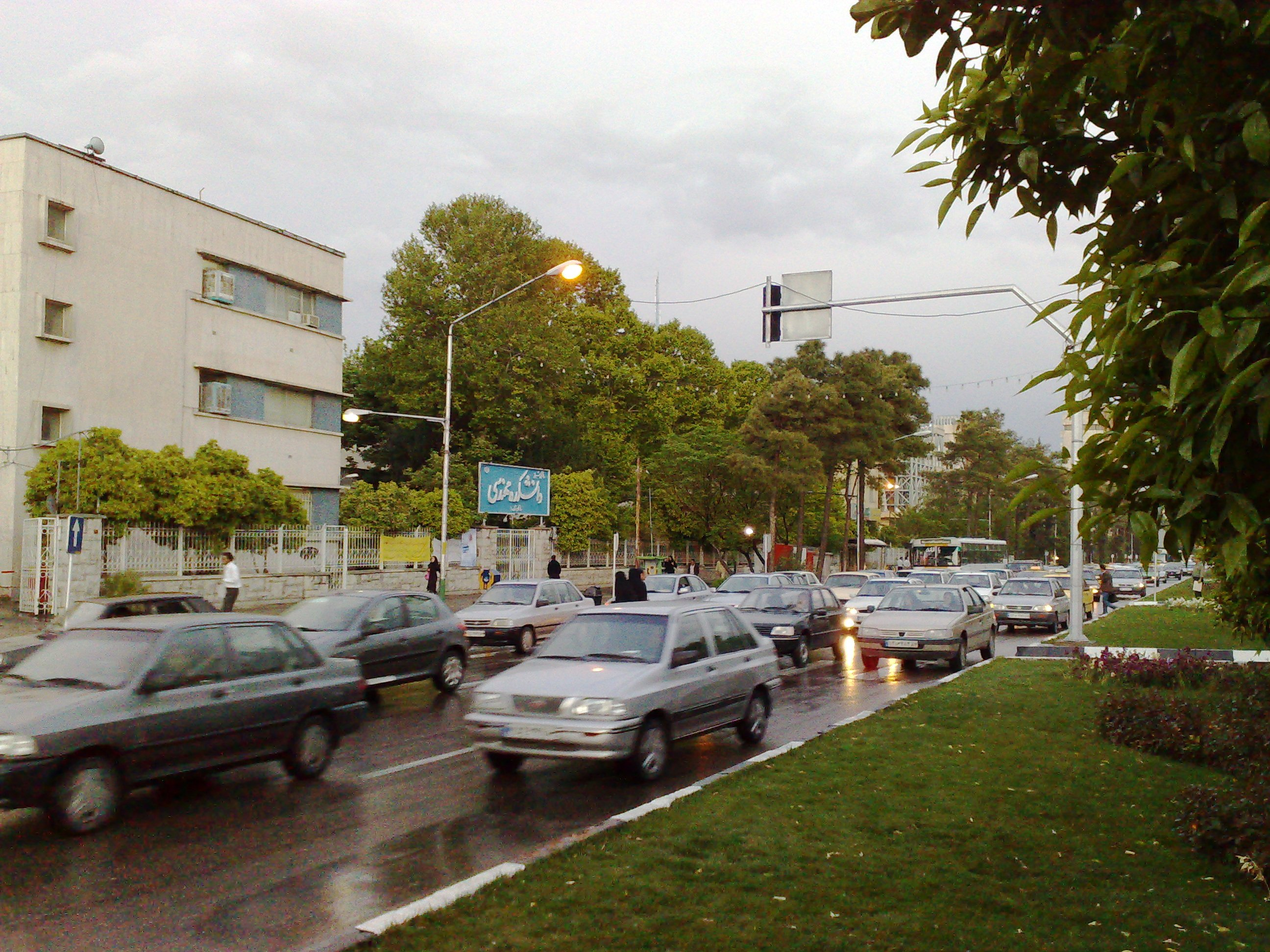
پردیس مهندسی

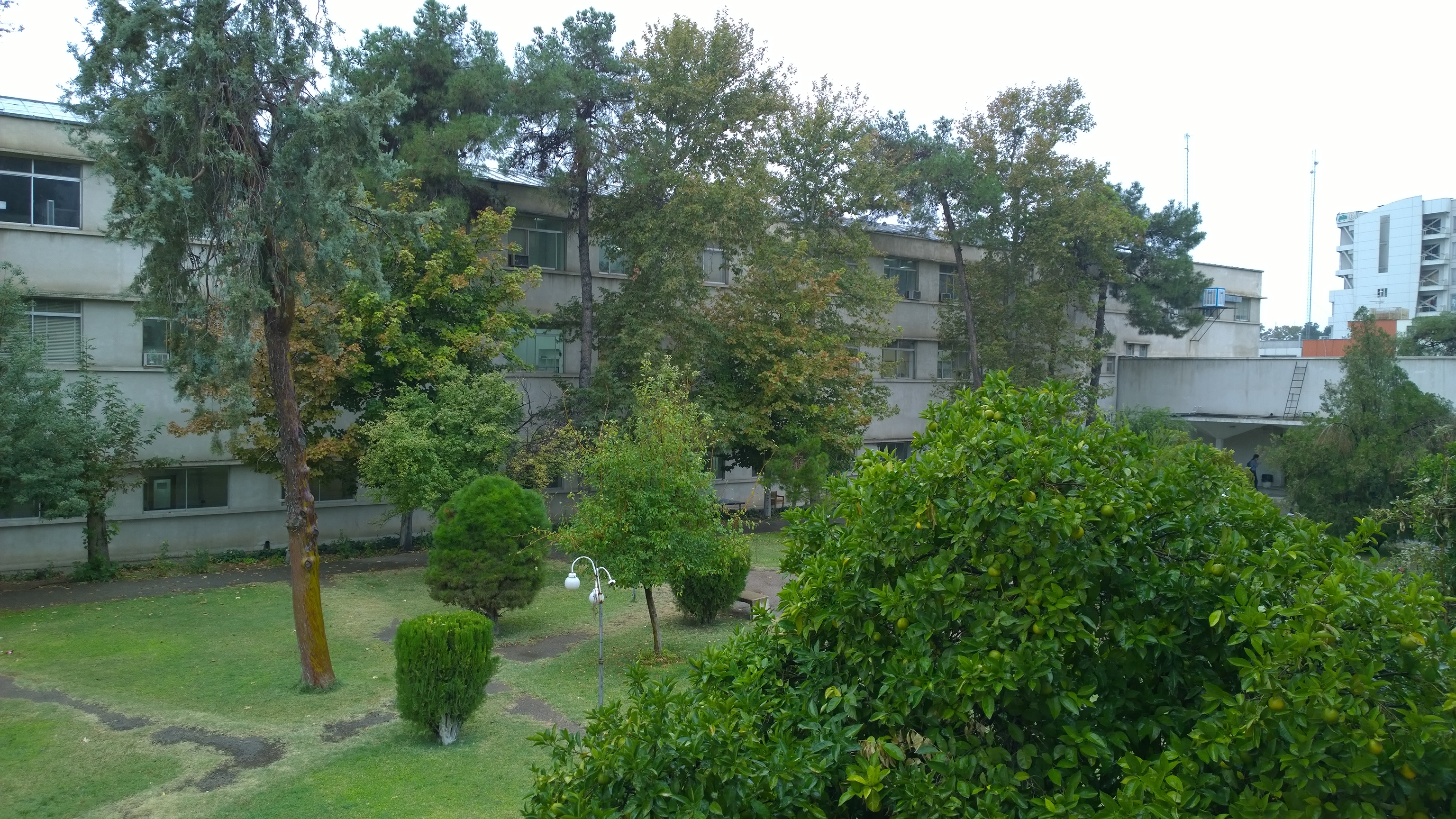
پردیس مهندسی

دانشکده مهندسی دانشگاه شیراز ۱۶ سال پس از تأسیس دانشگاه شیراز در سال ۱۳۴۱ آغاز به کار کرد. در ابتدا این دانشکده دارای رشته‌های مهندسی برق، مهندسی راه و ساختمان و مهندسی شیمی بود. در سال ۱۳۸۸ پس از گسترش رشته‌ها، این دانشکده به پردیس مهندسی بدل گردید. اکنون این پردیس دارای دانشکده‌های برق و کامپیوتر، دانشکده مهندسی شیمی، نفت و گاز، دانشکده مهندسی مکانیک و بخش‌های مهندسی راه و ساختمان و محیط زیست و مهندسی مواد می‌باشد. این پردیس با دارا بودن بیش از ۱۱۰ عضو هیئت علمی در رشته‌های مهندسی کامپیوتر، مهندسی برق و الکترونیک، مهندسی شیمی، نفت و گاز، مهندسی مواد، مهندسی مکانیک، مهندسی هسته‌ای و مهندسی هوا و فضا در مقاطع کارشناسی، کارشناسی ارشد و دکترا دانشجو می‌پذیرد.
پردیس مهندسی دارای دو ساختمان مجزا و یک کتابخانه بزرگ به نام خوارزمی می‌باشد. این ۳ ساختمان با فاصله نسبتاً کمی در خیابان زند، خیابان ملاصدرا و میدان نمازی در شهر شیراز واقع شده‌اند. گفتنی است که دانشکده مهندسی مکانیک دانشگاه شیراز در سال ۸۱ از سوی وزارت علوم و تحقیقات به عنوان قطب مکانیک محاسباتی ایران انتخاب شده است.

##### دانشکده مهندسی برق و کامپیوتر
بنیان این بخش در سال ۱۳۴۳ توسط رفیع مودت، یکی از استادان دانشکده مهندسی، گذاشته شد. در سال ۴۶–۴۵ با ساخته شدن ساختمان جدید مهندسی، در بخش برق آزمایشگاه‌های مختلف و متعدد به مساحت ۱۲۰۰ متر مربع و یک کارگاه تعمیرات وسایل الکترونیکی ایجاد شد. با گسترش بخش‌های برق و کامپیوتر، طبق مصوبه هیئت رئیسه دانشگاه در سال ۱۳۷۸ به دانشکده برق و کامپیوتر تبدیل شد.
- گروه‌های آموزشی:
  - مهندسی و علوم کامپیوتر و فناوری اطلاعات
  - مهندسی مخابرات و الکترونیک
  - مهندسی قدرت و کنترل

##### دانشکده مهندسی شیمی، نفت و گاز

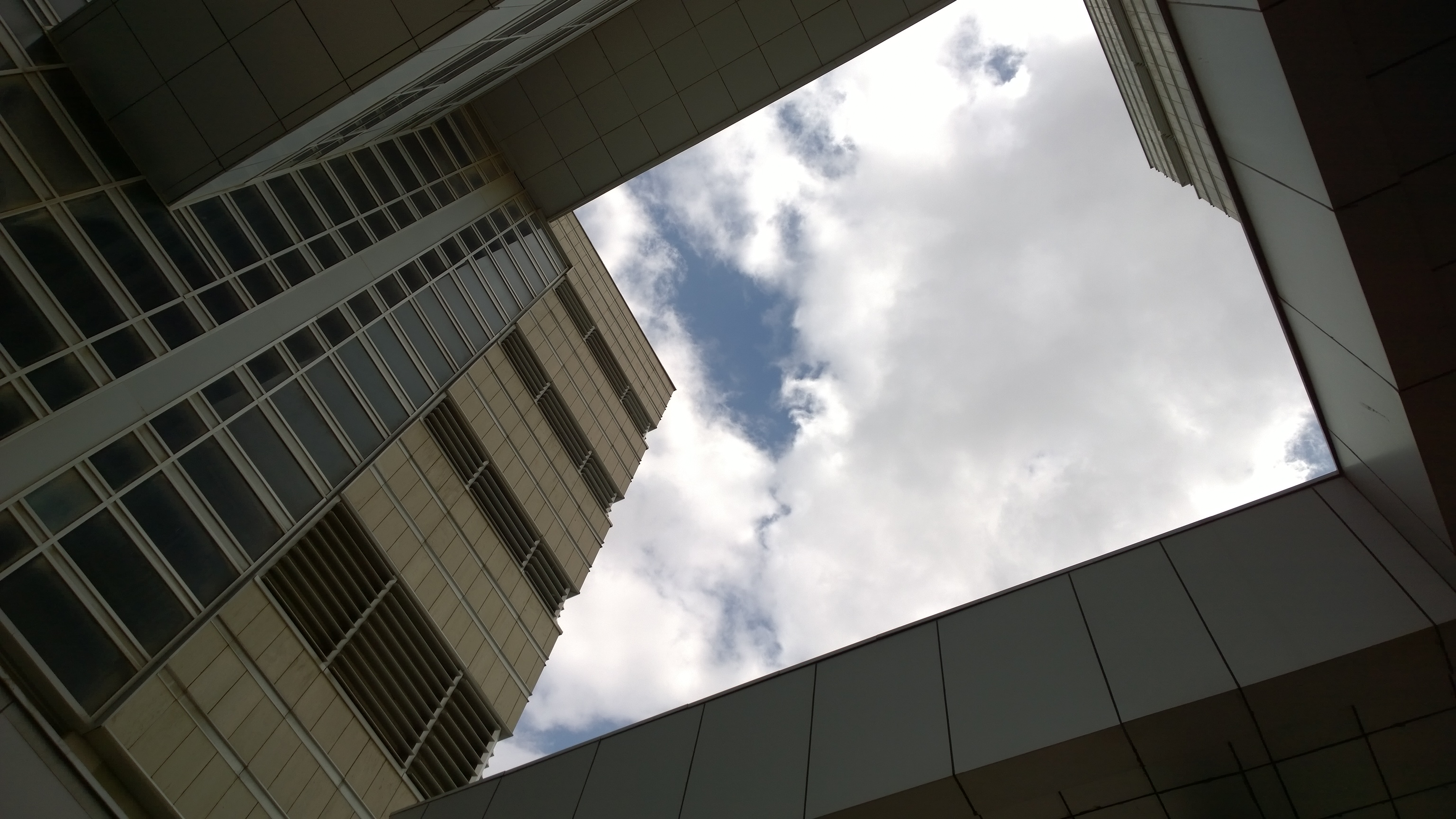
دانشکده مهندسی نفت و گاز

بخش مهندسی شیمی دانشکده مهندسی دانشگاه شیراز ز اولین بخش‌های مهندسی شیمی کشور به‌شمار می‌رود. این گروه علمی از سال ۱۳۴۶ علاوه بر مقطع کارشناسی اقدام به پذیرش دانشجو در مقطع کارشناسی ارشد نموده است. سابقه درخشان علمی این بخش و ارتباط آن با دانشگاه‌های بزرگ جهان یکی از دلایلی بود که دانشگاه شیراز را در منطقه جنوب ایران به عنوان دانشگاه مادر مطرح نمود.
این دانشکده در ساختمانی با زیربنای ۲۰۰۰۰ متر مربع که از سوی شرکت ملی گاز ایران است؛ رشته‌های مهندسی نفت گرایش ـ مخازن؛ حفاری؛ بهره‌برداری؛ اکتشاف ـ و رشته مهندسی شیمی گرایش شبیه‌سازی و کنترل فرایند، راه اندازی شد. پذیرش دانشجو در گرایش گاز و در مقطع کارشناسی ارشد از سال ۱۳۸۱ آغاز شده است. از سال ۱۳۹۱ این دانشکده موفق به راه اندازی مقطع کارشناسی ارشدِ مهندسی نفت، گرایشِ مخازن هیدروکربنی گردید. همچنین گرایش‌های محیط زیست و پلیمر به مقطع کارشناسی ارشد مهندسی شیمی اضافه گردید.
- گروه‌های آموزشی:
  - مهندسی شیمی
  - مهندسی نفت
  - مهندسی گاز

##### دانشکده مهندسی مکانیک
دانشکده مهندسی مکانیک دانشگاه شیراز، در سال ۱۳۴۳ با پذیرش دانشجو در مقطع کارشناسی آغاز به کار کرد و پس از آن در سال ۱۳۴۸، اولین دوره دانشجویان کارشناسی ارشد را پذیرفت. آغاز دوره دکترای مهندسی مکانیک برای اولین بار در ایران پیش از انقلاب، در این دانشکده صورت پذیرفت و پس از پیروزی انقلاب این دانشکده همگام با دیگر دانشگاه هایِ معتبر ایران دوره دکتری را از سال ۱۳۷۰ مجدداً پی‌ریزی نمود.
- گروه‌های آموزشی:
  - مهندسی مکانیک جامدات
  - مهندسی مکانیک حرارت و سیالات
  - مهندسی هوافضا
  - مهندسی هسته‌ای

##### دانشکده مهندسی (یا دانشکدهٔ مهندسی عمران و مواد)
دانشکده مهندسی در سال ۱۳۴۳ با پذیرش ۴۰ نفر دانشجو تأسیس گردید. این دانشکده در گذشته شامل بخش‌های مهندسی برق و الکترونیک، مهندسی شیمی، نفت و گاز، مهندسی راه، ساختمان و محیط زیست، مهندسی کامپیوتر، مهندسی مواد و مهندسی هسته ای بوده است. اکنون این دانشکده شامل بخش مهندسی راه، ساختمان و محیط زیست و همچنین بخش مهندسی مواد بوده و سایر بخش‌ها به دانشکده‌های مجزایی تفکیک شده‌اند. دانشکده مهندسی در مقاطع کارشناسی، کارشناسی ارشد و دکترای تخصصی پذیرای دانشجو است.
- گروه‌های آموزشی:
  - مهندسی راه، ساختمان و محیط زیست
  - مهندسی مواد

#### دانشکده هنر و معماری
دانشکده هنر و معماری دانشگاه شیراز، فعالیت خود را ازسال ۱۳۷۳ آغاز نمود. در نخستین گام، بخشی از فضای دانشکده ادبیات و علوم انسانی، به عنوان دانشکده هنر و معماری بود. سپس به دانشکده مهندسی انتقال یافت و از مهرماه سال ۱۳۷۷ دانشکده هنر و معماری به دانشکده‌ای مستقل تبدیل گردید. مکان کنونی دانشکده هنر و معماری از سال ۱۳۷۹ توسط احمد نادر کاظمی به دانشگاه شیراز وقت گردیده است.
- گروه‌های آموزشی:
  - معماری
  - شهرسازی
  - هنر

### آموزش الکترونیکی
دانشکده آموزش‌های الکترونیکی دانشگاه شیراز اولین (و پیشرفته‌ترین) دانشکده الکترونیکی ایران است که در سال ۱۳۸۲ تأسیس گردید. ورود به این دانشکده از سال ۱۳۸۶ تنها از طریق «کنکور سراسری» برای مقطع کارشناسی و برای مقطع کارشناسی ارشد به‌صورت دانش‌پذیری است. این دانشکده دارای رشته‌های مهندسی تکنولوژی الکترونیک، مهندسی ابزار دقیق، کامپیوتر، فناوری اطلاعات IT و حقوق است.

### پژوهش در دانشگاه

#### کتابخانه‌ها

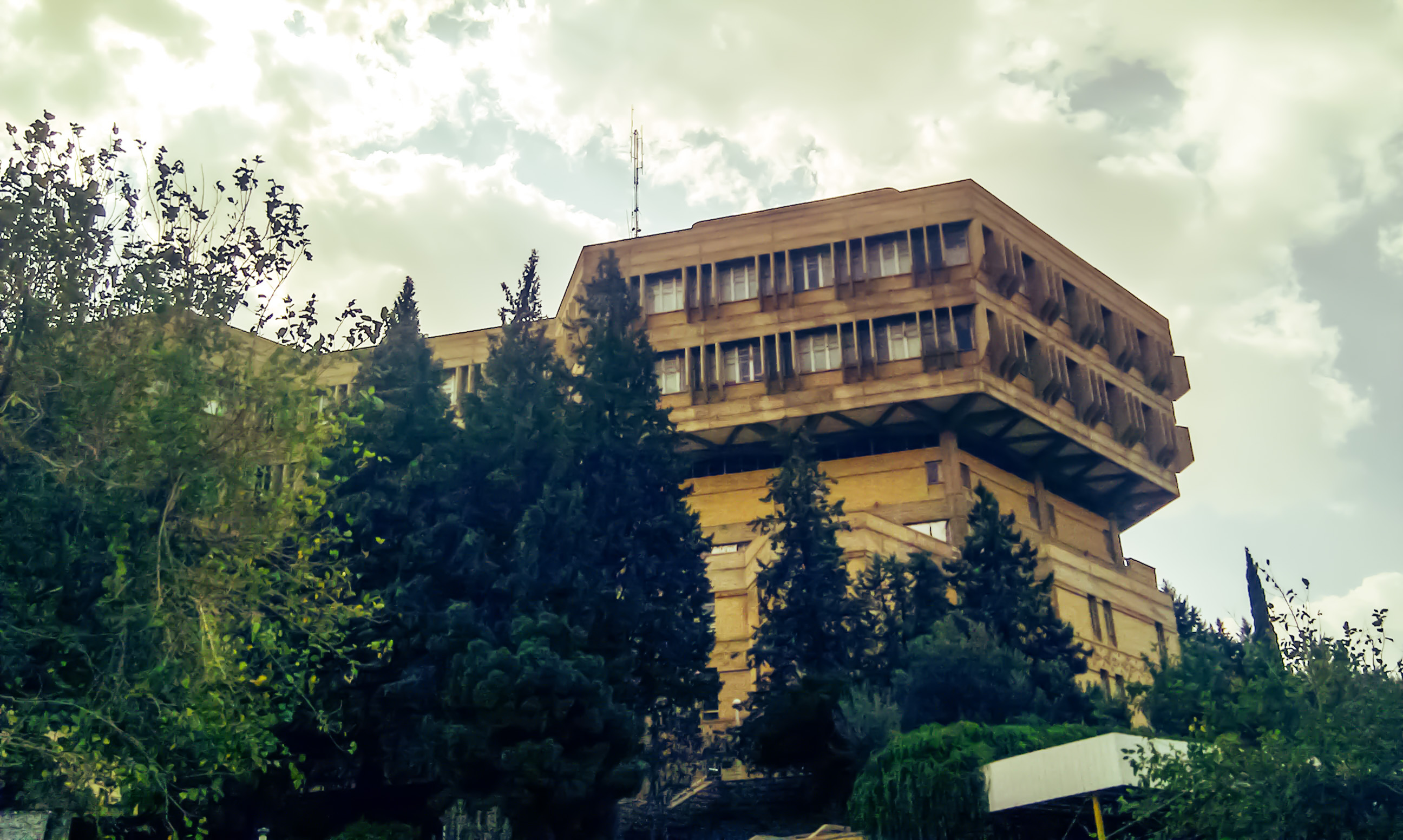
کتابخانه مرکزی دانشگاه شیراز

کتابخانه‌های دانشگاه شیراز عبارتند از:
- کتابخانه مرکزی و مرکز اسناد دانشگاه شیراز
- کتابخانه خوارزمی
- کتابخانه ملاصدرا
- کتابخانه شهید مفتح
- کتابخانه دانشکده هنر و معماری
- کتابخانه شهید هاشمی‌نژاد
- کتابخانه دانشکده حقوق و علوم سیاسی
- کتابخانه دانشکده کشاورزی و منابع طبیعی داراب
- کتابخانه پژوهشکده علوم اجتماعی

#### مراکز تحقیقاتی
مراکز تحقیقاتی دانشگاه شیراز عبارتند از:
- گروه پژوهشی فرآوری آبزیان
- مرکز پایش هوشمند تصویر و ماشین بینایی
- مرکز پژوهشی گیاه‌شناسی باغ ارم
- مرکز پژوهش‌های جوی و اقیانوسی
- مرکز پژوهش‌های فرهنگ اسلامی
- مرکز تحقیقات بیماری‌های پرندگان
- مرکز تحقیقات تابش
- مرکز تحقیقات دورسنجی و سیستم اطلاعات جغرافیایی GIS
- مرکز تحقیقات محیط زیست در صنایع نفت و گاز
- مرکز تحقیقات ویروس‌شناسی گیاهی
- مرکز جمعیت‌شناسی
- مرکز زمین‌شناسی پزشکی
- مرکز محیط زیست و توسعه پایدار
- مرکز مطالعات ادبیات کودک
- مرکز مطالعات حمل و نقل و ترافیک
- مرکز مطالعات خشکسالی
- مرکز مطالعات راهبردی خلیج فارس

#### پژوهشکده‌ها
پژوهشکده‌ها دانشگاه شیراز عبارتند از:
| نام                                              | توضیح | وبگاه              |
| ------------------------------------------------ | --- | ------------------ |
| پژوهشکده علوم اجتماعی                            | پژوهشکده علوم اجتماعی دانشگاه شیراز با هدف ساماندهی مراکز تحقیقاتی در زمینه علوم‌اجتماعی (مرکز جمعیت‌شناسی، مرکز مطالعات اجتماعی زنان و مرکز منطقه‌ای مطالعات اجتماعی – روان‌شناختی جوانان) تقویت سازمان‌یافته ابعاد نظری و عملی پژوهش در علوم‌اجتماعی و حمایت از آموزش‌های علوم‌اجتماعی به لحاظ کارایی و کاربردی، در دانشگاه شیراز فعال گردیده است. | shirazu.ac.ir/ssrc |
| پژوهشکده نجوم، اخترفیزیک و فناوری ابزارهای نجومی | رصدخانه ابوریحان بیرونی توسط یوسف ثبوتی و با همکاری فرانسیس گانین (ادوارد) در سال ۱۳۵۴ راه‌اندازی و تأسیس شد و فعالیت‌های این مرکز کم و بیش در طول سه دهه گذشته ادامه داشته است. از جمله اهداف این مرکز تحقیقاتی می‌توان انجام تحقیقات و رصدهای حرفه‌ای در زمینه نجوم و اختر فیزیک ذکر کرد. در این مرکز فعالیت‌های دیگر همچون آموزش و تعلیم دانشجویان، ترویج و اشاعه دانش نجوم و… در کنار اهداف فوق صورت می‌گیرد. تنها مرکز نجومی در ایران که می‌توان از لحاظ امکانات و توانایی با این مرکز رصدخانه‌ای مقایسه کرد، رصدخانه خواجه نصیرالدین طوسی دانشگاه تبریز می‌باشد. رصدخانه ابوریحان بیرونی دانشگاه شیراز فعال‌ترین مرکز رصدخانه‌ای کشور و نخستین رصدخانه پس از رصدخانه مراغه (قرن هشتم هجری) است که در ایران تأسیس شد و تاکنون در میان رصدخانه‌های فعال و حرفه‌ای جایگاه نخست را در زمینه تحقیقات و رصدهای نجومی به خود اختصاص داده است. | obs.shirazu.ac.ir  |
| پژوهشکده نانوتکنولوژی                            | پژوهشکده فناوری نانو دانشگاه شیراز فعالیت رسمی خود را در اردیبهشت ماه سال ۱۳۸۶ آغاز نمود. اکنون بیش از ۳۰ تن از پژوهشگران دانشگاه شیراز در قالب گروه‌های تحقیقاتی در زمینه‌های نانو الکترونیک، نانوبیو، نانو شیمی، نانو فیزیک، نانو مواد، نانو محاسبات، نانو مهندسی شیمی و نانو مکانیک مشغول به تحقیق و فعالیت می‌باشند. | shirazu.ac.ir/nano |
| پژوهشکده بیوتکنولوژی                             | مجموعه زیست فناوری دانشگاه شیراز در سال ۱۳۸۴ تأسیس گردد. | shirazu.ac.ir/bio  |
| پژوهشکده صنایع نفت و گاز فراساحلی                | | shirazu.ac.ir/ogi  |
| پژوهشکده علوم و فنون هوادریا                     | | shirazu.ac.ir/aise |

#### قطب‌های علمی
قطب‌های علمی دانشگاه شیراز عبارتند از:
- قطب علمی افزاره‌های سوئیچینگ الکترونیک نوری
- قطب علمی انجیر دیم
- قطب علمی پژوهش‌های فرهنگی و ادب فارس
- قطب علمی خطرات زمین‌شناسی زیست‌محیطی
- قطب علمی گاز
- قطب علمی مدیریت آب در مزرعه
- قطب علمی مطالعات ترکیبات ضد میکروبی طبیعی
- قطب علمی ویروس‌شناسی گیاهی
- مطالعات تولیدمثل در گاوهای شیری پرتولید
- قطب مطالعات و تاریخ جهان

#### ژورنال‌ها
تعداد مجلات و ژورنال‌های علمی که توسط دانشگاه شیراز منتشر می‌شوند ۲۴ عدد می‌باشد که به زبان‌های فارسی، انگلیسی یا عربی هستند.
- مجله‌ها به زبان انگلیسی

| نام                                                                                            | موضوع                                                                         | وبگاه               |
| ---------------------------------------------------------------------------------------------- | ----------------------------------------------------------------------------- | ------------------- |
| Iran Agricultural Research                                                                     | تحقیقات کشاورزی                                                               | iar.shirazu.ac.ir   |
| Iranian Journal of Economic Studies                                                            | مطالعات اقتصاد                                                                | ijes.shirazu.ac.ir  |
| Iranian Journal of Materials Forming                                                           | شکل‌دهی مواد                                                                   | ijmf.shirazu.ac.ir  |
| Iranian Journal of Science                                                                     | علوم                                                                          | ijsts.shirazu.ac.ir |
| Iranian Journal of Science and Technology Transactions of Civil Engineering                    | معاملات علم و فناوری مهندسی عمران                                             | ijstc.shirazu.ac.ir |
| Iranian Journal of Science and Technology Transactions of Electrical Engineering               | معاملات علم و فناوری مهندسی برق                                               | ijste.shirazu.ac.ir |
| Iranian Journal of Science and Technology Transactions of Mechanical Engineering               | معاملات علم و فناوری مهندسی مکانیک                                            | ijstm.shirazu.ac.ir |
| Iranian Journal of Veterinary Research                                                         | تحقیقات دامپزشکی                                                              | ijvr.shirazu.ac.ir  |
| Molecular Biology Research Communications                                                      | ارتباطات تحقیقاتی زیست‌شناسی مولکولی                                           | mbrc.shirazu.ac.ir  |
| Persian Literary Studies Journal                                                               | مطالعات ادبیات فارسی                                                          | plsj.shirazu.ac.ir  |
| Teaching English as a Second Language Quarterly (Formerly Journal of Teaching Language Skills) | آموزش زبان انگلیسی به عنوان زبان دوم (قبلا مجله آموزش مهارت‌های زبان نام داشت) | tesl.shirazu.ac.ir  |

- مجله‌ها به زبان فارسی

| نام                                   | موضوع | وبگاه               |
| ------------------------------------- | --- | ------------------- |
| مجله اختلال‌های هیجانی و رفتاری        | پژوهش‌های بین‌رشته‌ای مرتبط با اختلال‌های هیجانی و رفتاری                                                                  | ebd.shirazu.ac.ir   |
| پژوهشنامه تاریخ تمدن                  | حوزه موضوعی این نشریه مباحث نظری و پژوهش‌های تاریخی مرتبط با «تمدن» است.                                                | jchr.shirazu.ac.ir  |
| مجله علمی پژوهشی پژوهش‌های برنامه درسی | شناخت دقیق‌تر از چگونگی تدوین برنامه‌های درسی مورد نیاز جامعه                                                            | jcr.shirazu.ac.ir   |
| مجله علمی پیشرفت‌های حسابداری          | شناخت دقیق‌تر مسایل حسابداری و مالی است.                                                                                | ijsts.shirazu.ac.ir |
| زبان‌شناسی و گویش‌های ایرانی            | شاخه‌های اصلی و بین رشته‌ای زبان‌شناسی و همچنین جنبه‌های نحوی، آوایی، واژی و معنایی تمام گویش‌های ایرانی                    | jill.shirazu.ac.ir  |
| فصلنامه اندیشه دینی                   | فلسفه و کلام | jrt.shirazu.ac.ir   |
| شعر پژوهی (بوستان ادب)                | پژوهش‌های شعر فارسی | jba.shirazu.ac.ir   |
| مجله ایرانی مطالعات آسیا              | مطالعات منطقه‌ای با تأکید بر ابرمنطقه راهبردی آسیا                                                                      | ijas.shirazu.ac.ir  |
| مجله مطالعات آموزش و یادگیری          | گرایش‌های آموزش و یادگیری در علوم تربیتی                                                                                | jsli.shirazu.ac.ir  |
| مطالعات ادبیات کودک                   | ادبیات کودک ایران | jcls.shirazu.ac.ir  |
| مطالعات حقوقی                         | حوزه‌های گوناگون دانش حقوق مانند حقوق خصوصی، حقوق جزا و جرم‌شناسی، حقوق بین‌الملل و حقوق عمومی و زیرشاخه‌های مرتبط با آن‌ها | jls.shirazu.ac.ir   |
| مطالعات طراحی شهری ایران              | پژوهش‌های نظری، عملی و کاربردی در حوزه دانش طراحی شهری در ایران                                                         | iar.shirazu.ac.ir   |

- مجله‌ها به زبان عربی

| نام                                   | موضوع                     | وبگاه               |
| ------------------------------------- | ------------------------- | ------------------- |
| دراسات فی تعلیم اللغة العربیة وتعلمها | آموزش و یادگیری زبان عربی | jsatl.shirazu.ac.ir |

### زندگی دانشجویی

#### اسکان
خوابگاه‌های دانشجویی که در پردیس ارم دانشگاه قرار دارند شامل خوابگاه‌های زیر می‌شوند.
- خوابگاه پسرانه ایران سرا
- خوابگاه پسرانه دامپزشکی
- خوابگاه پسرانه شهید چمران
- خوابگاه پسرانه شهید دستغیب
- خوابگاه پسرانه شهید مفتح
- خوابگاه پسرانه کشاورزی
- خوابگاه دخترانه ارم ۱۰
- خوابگاه دخترانه ارم ۱۱
- خوابگاه دخترانه ارم ۱۲
- خوابگاه دخترانه ارم ۱۳
- خوابگاه دخترانه ارم ۱۴
- خوابگاه دخترانه ارم ۳
- خوابگاه دخترانه ارم ۴
- خوابگاه دخترانه ارم ۵
- خوابگاه دخترانه ارم ۸
- خوابگاه دخترانه ارم ۹
- خوابگاه متأهلین شهدا ۳٬۲٬۱

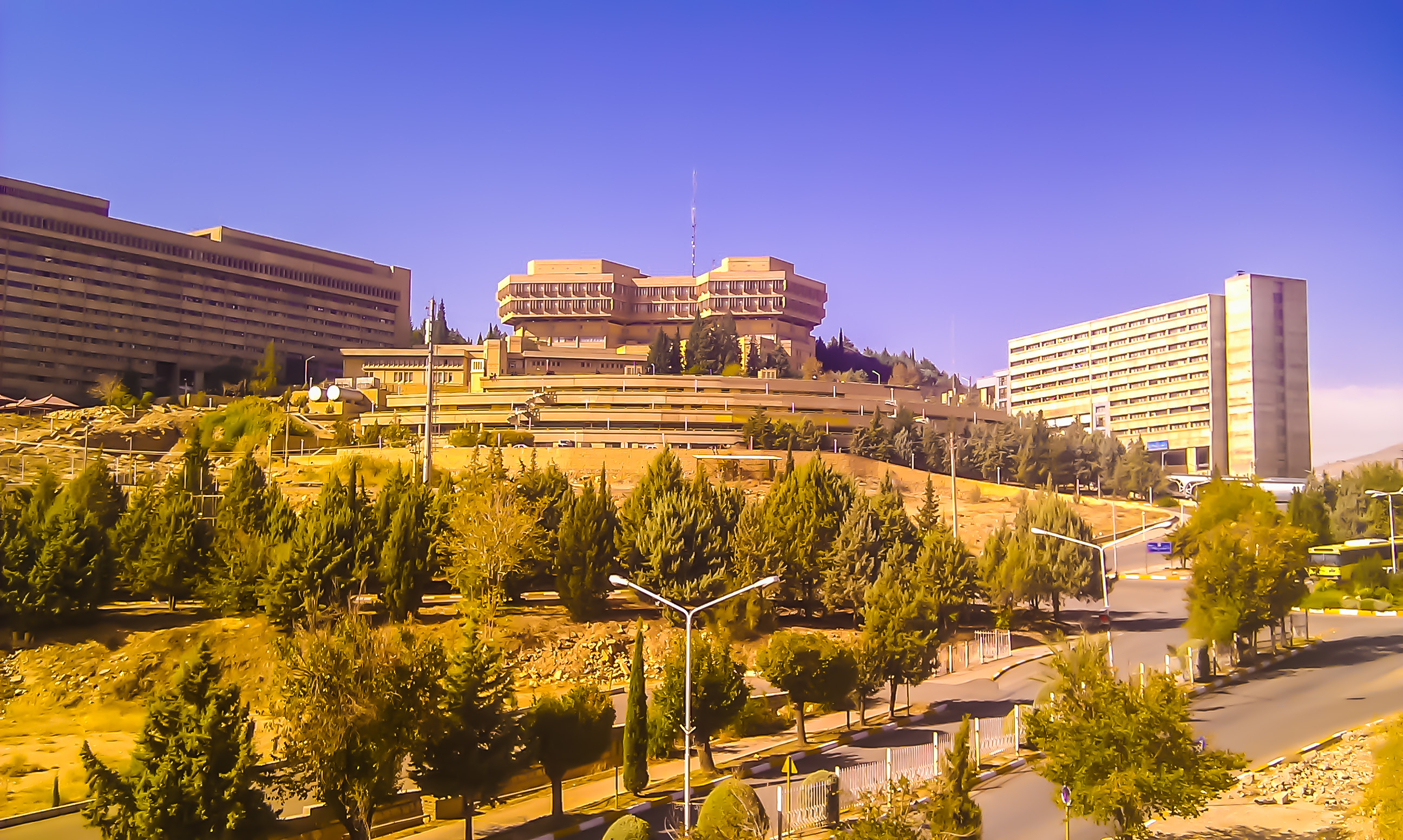
نمایی از خوابگاه‌های پسرانه مفتح و چمران، پردیس علوم انسانی، کتابخانه مرکزی و سالن غذاخوری اصلی دانشگاه
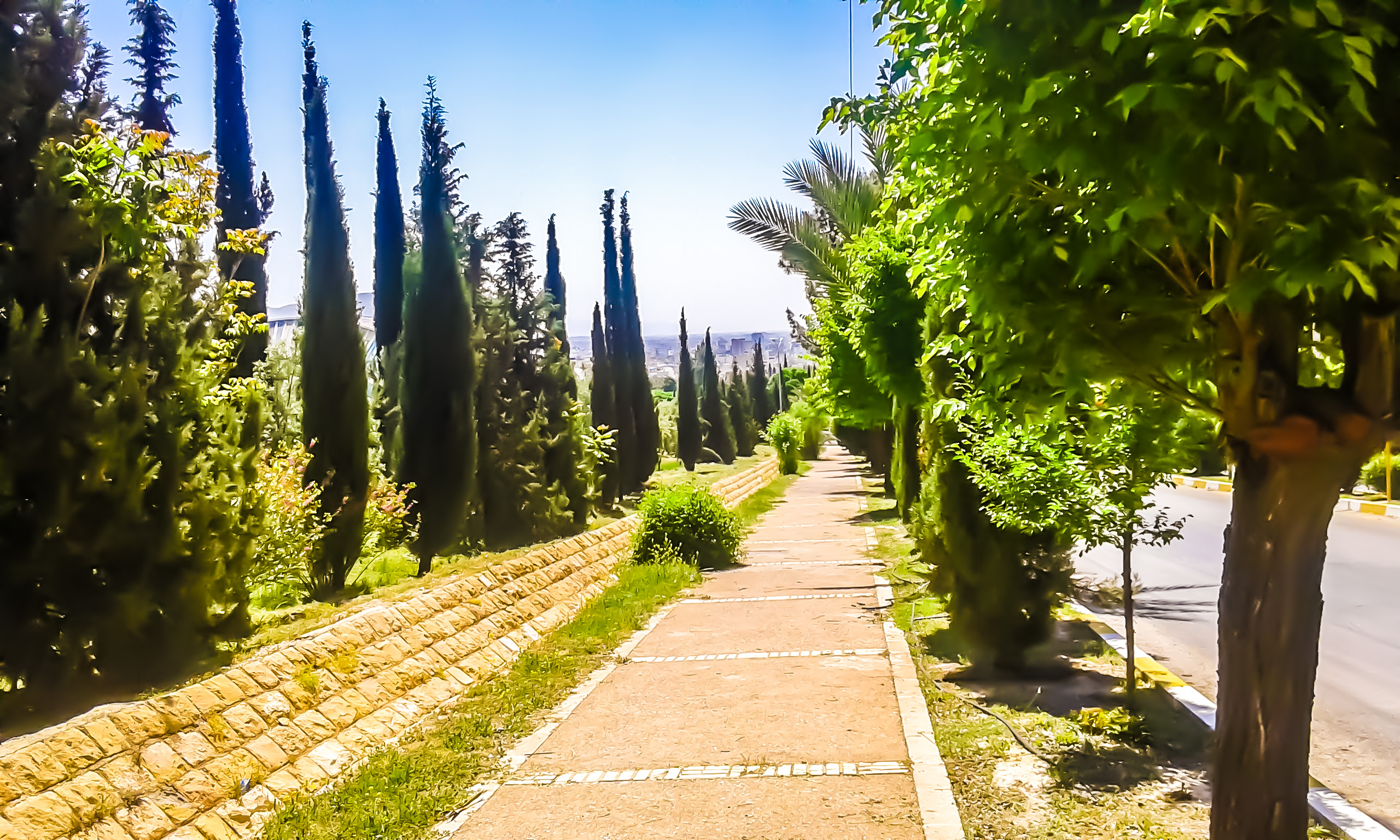
پردیس ارم، محل خوابگاه‌های دانشجویی و امکانات رفاهی دانشگاه
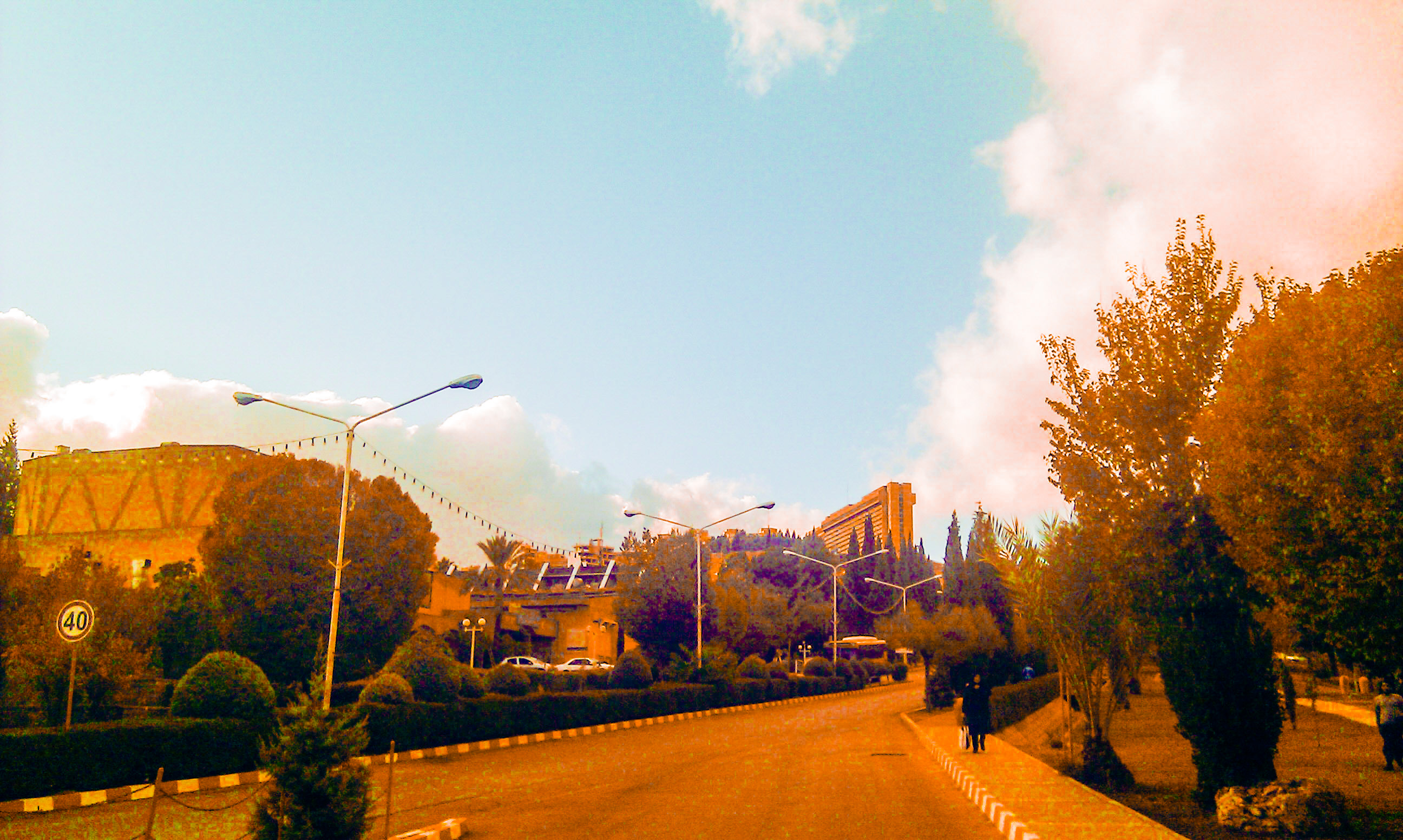
ورودی پردیس ارم

#### اماکن و فضاهای ورزشی
نخستین مانژ اسب‌سواری دانشگاهی در دانشگاه شیراز افتتاح شد. دانشگاه شیراز با افتتاح مانژ اسب‌سواری، این ورزش را در حوزه ورزش دانشگاهی قرار داد.

### جاذبه‌ها
- رصدخانه ابوریحان بیرونی دانشگاه شیراز
- موزه تاریخ طبیعی و تکنولوژی
- باغ موزه نارنجستان قوام

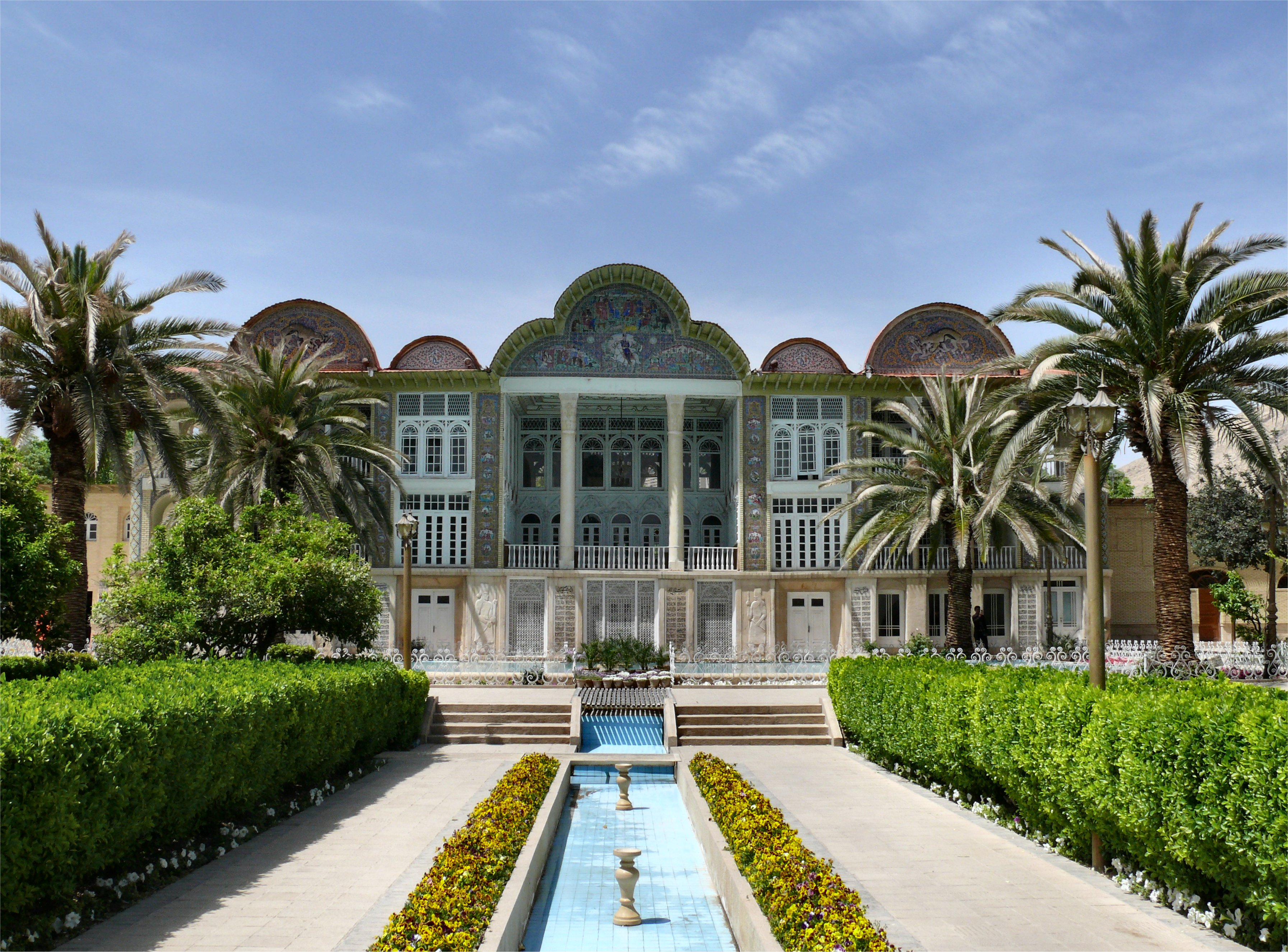
باغ گیاه‌شناسی ارم
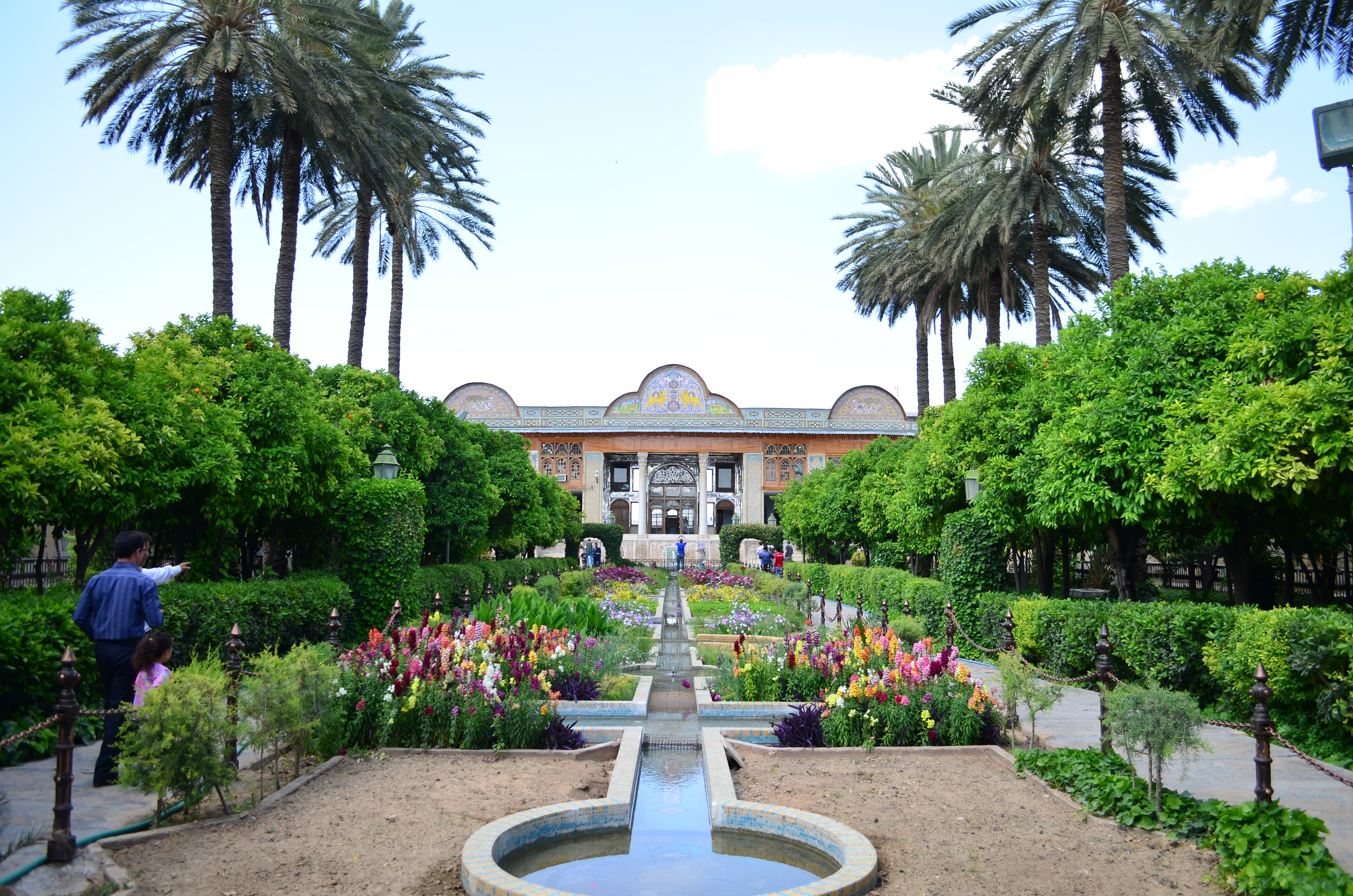
باغ موزه نارنجستان قوام
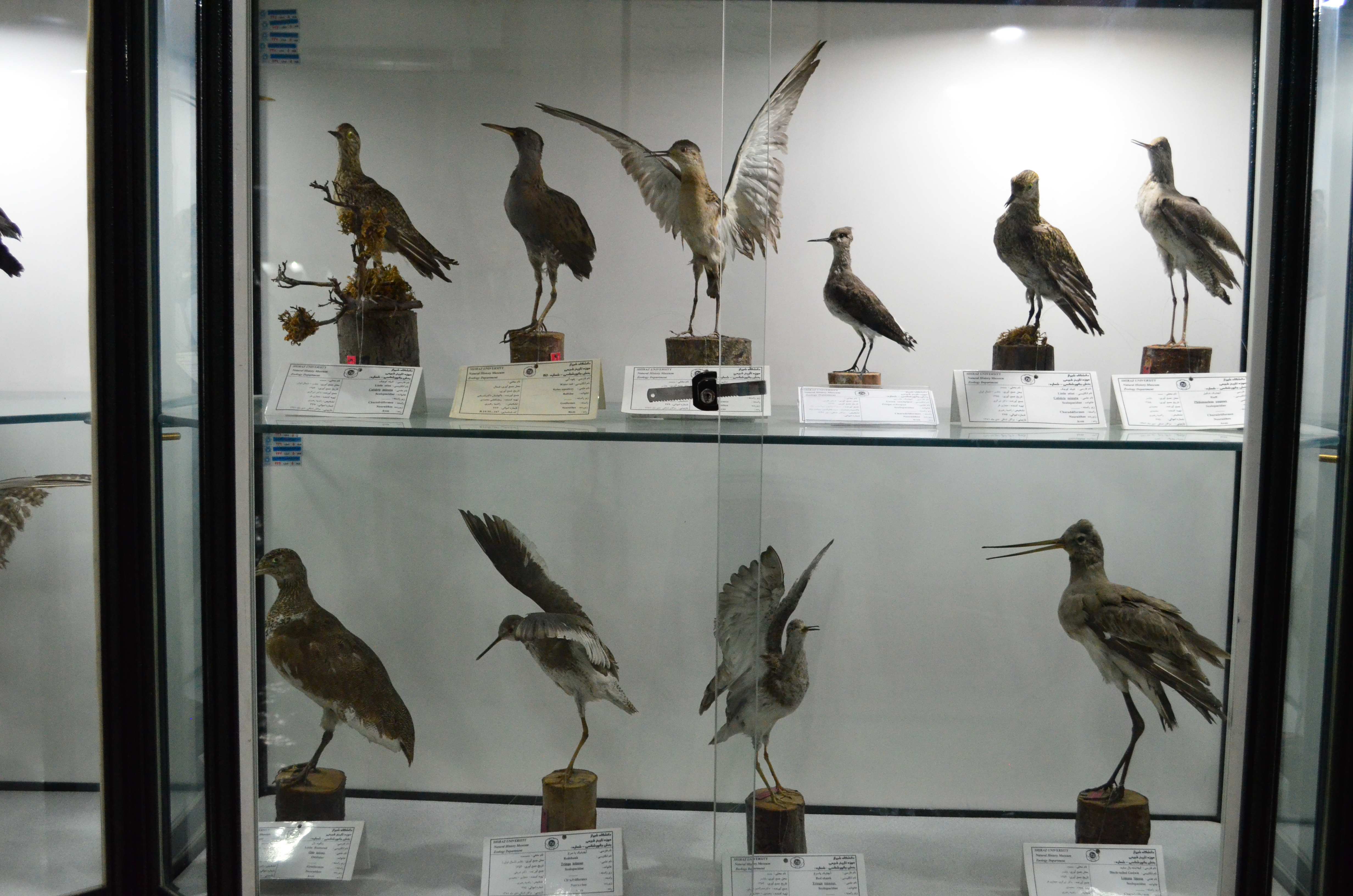
موزه تاریخ طبیعی و تکنولوژی

- پردیس ارم
- پردیس کشاورزی
- اقامتگاه سد درودزن

- باغ گیاه‌شناسی ارم
- باغ موزه نارنجستان قوام
- موزه تاریخ طبیعی و تکنولوژی

## رویدادهای مهم
حضور لینوس پاولینگ (دانشمند، فعال صلح، نویسنده و برنده دو جایزه نوبل شیمی و صلح) در دانشگاه شیراز که در نوروز ۱۳۵۴ به دعوت جامعه شیمی‌دان‌های ایران برای ایراد سخنرانی در نخستین کنگره شیمی‌دان‌های ایران به ایران آمد.
دانشگاه شیراز اولین دانشگاه کشور است که مدرکش بین‌المللی شد و همچنین «اولین دانشگاه ایران» که برنده جایزه نوبل در آن سخنرانی کرد. در زمان پهلوی نیز دانشگاه شیراز خواهر دانشگاه پرینستون ایالات متحده آمریکا خوانده می‌شد. همچنین دانشگاه شیراز اولین دانشگاه دارای هیئت مدیره در ایران است.
سومین همایش ملی علوم پروتئینی و پپتیدی، پنجم اردیبهشت ماه با سخنرانی پروفسور رابرت هابر، برنده جایزه نوبل شیمی ۱۹۸۸ در دانشگاه شیراز برگزار شد.
حضور برتون ریکتر برنده جایزه نوبل فیزیک و بازدید از پژوهشگاه پلیمر و پتروشیمی دانشگاه شیراز و سخنرانی در رابطه با فیزیک ذرات بنیادی که به دعوت دانشگاه صنعتی شریف صورت گرفت.

## افراد

### مشاهیر

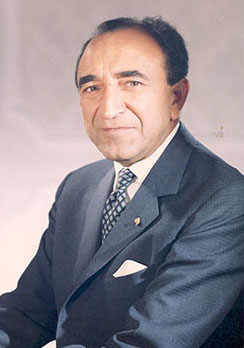
اسدالله علم: نخست‌وزیر ایران در حکومت پهلوی.
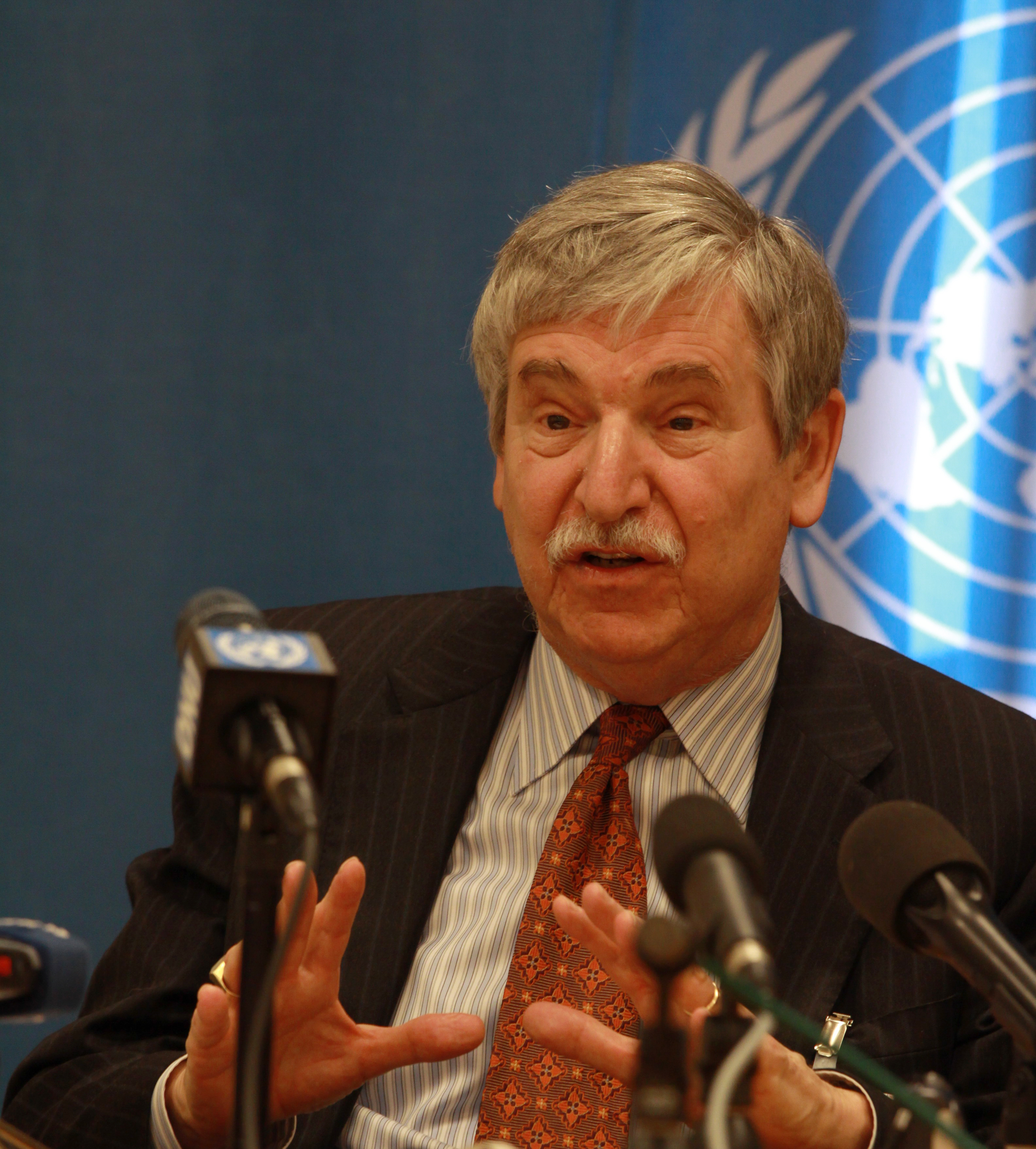
جان لیمبرت: دستیار معاون وزیر امور خارجه آمریکا و مسئول میز ایران در این وزارتخانه.
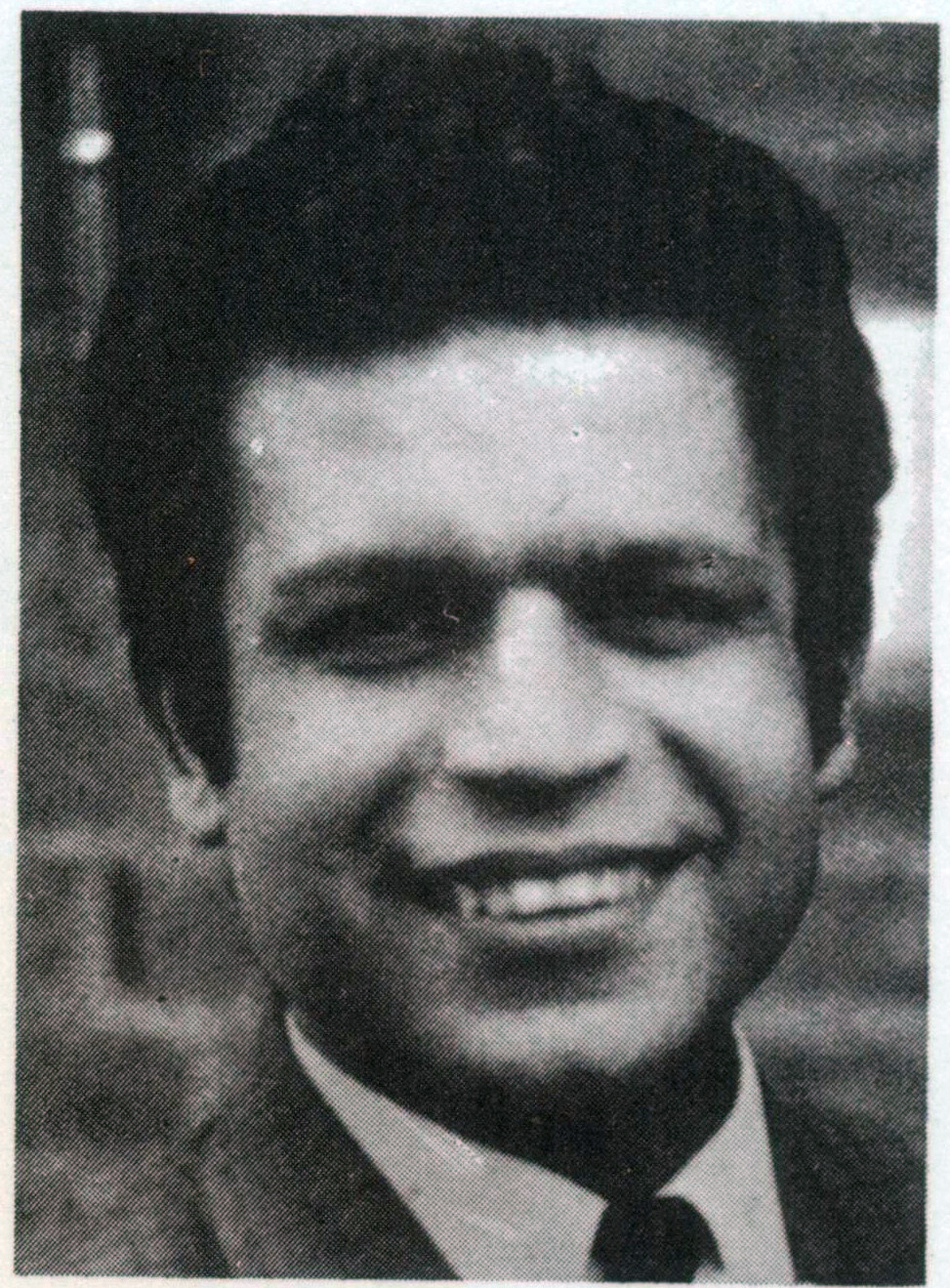
علیرضا شاپور شهبازی: باستان‌شناس، تاریخ‌نگار، استاد دانشگاه شیراز و بنیان‌گذار بنیاد تحقیقات هخامنشی.
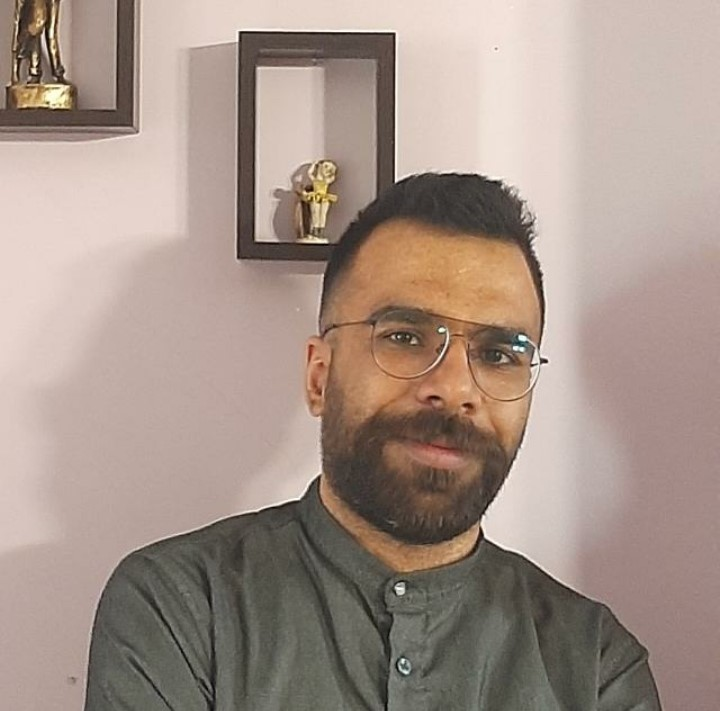
پدرام جهان فتحی سفیر صلح سازمان ملل و نماینده ویژه آنتونیو گوترش در رابطه با مسائل بختیاری‌ها و اعراب در خوزستان
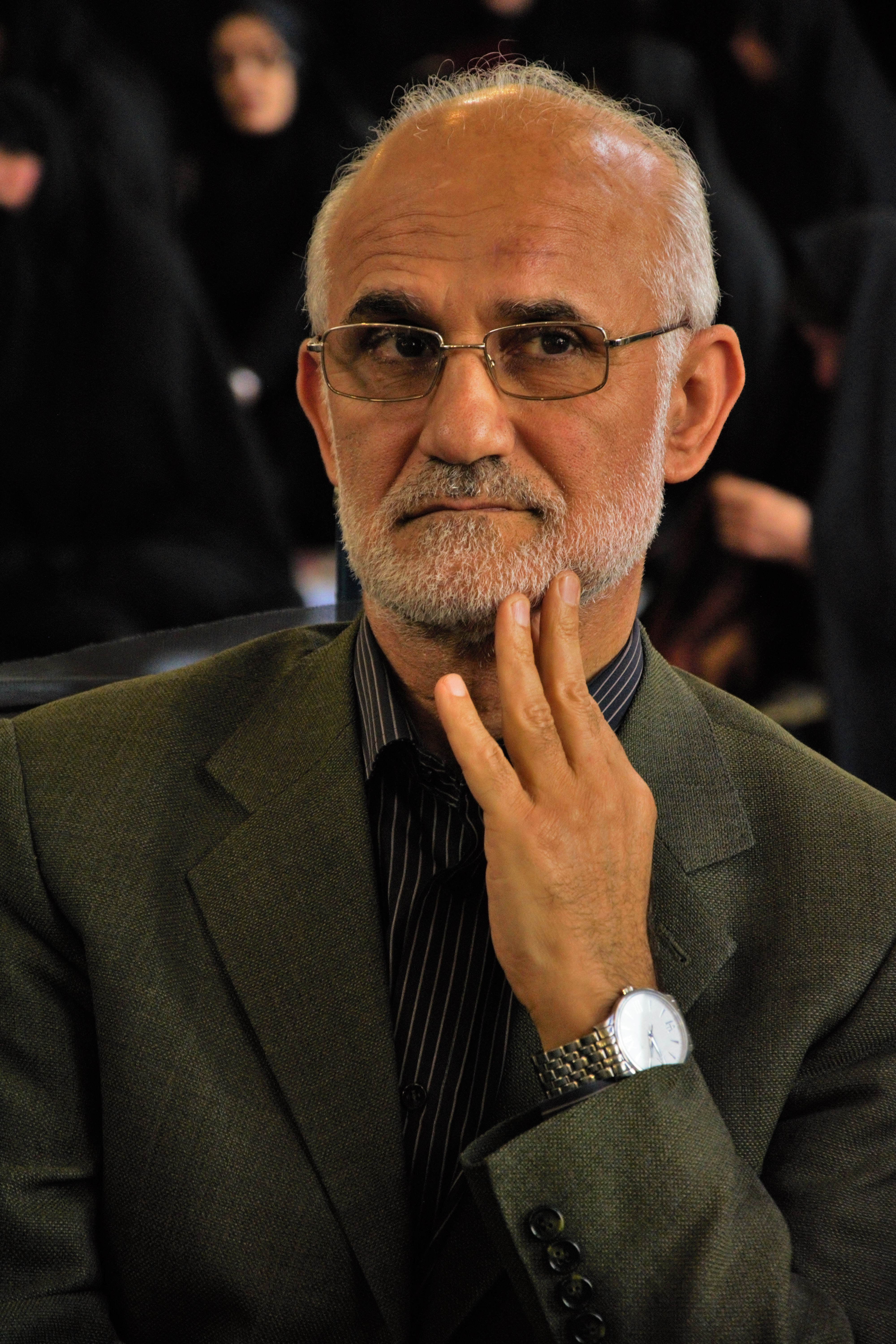
مصطفی معین: سیاستمدار ایرانی و وزیر سابق فرهنگ و آموزش عالی و وزیر علوم، تحقیقات و فناوری
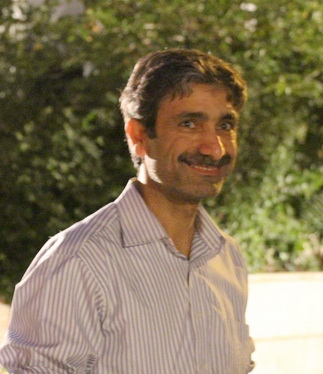
حسین بهاروند: دانشمند برجسته سلول‌های بنیادی در پژوهشگاه رویان.
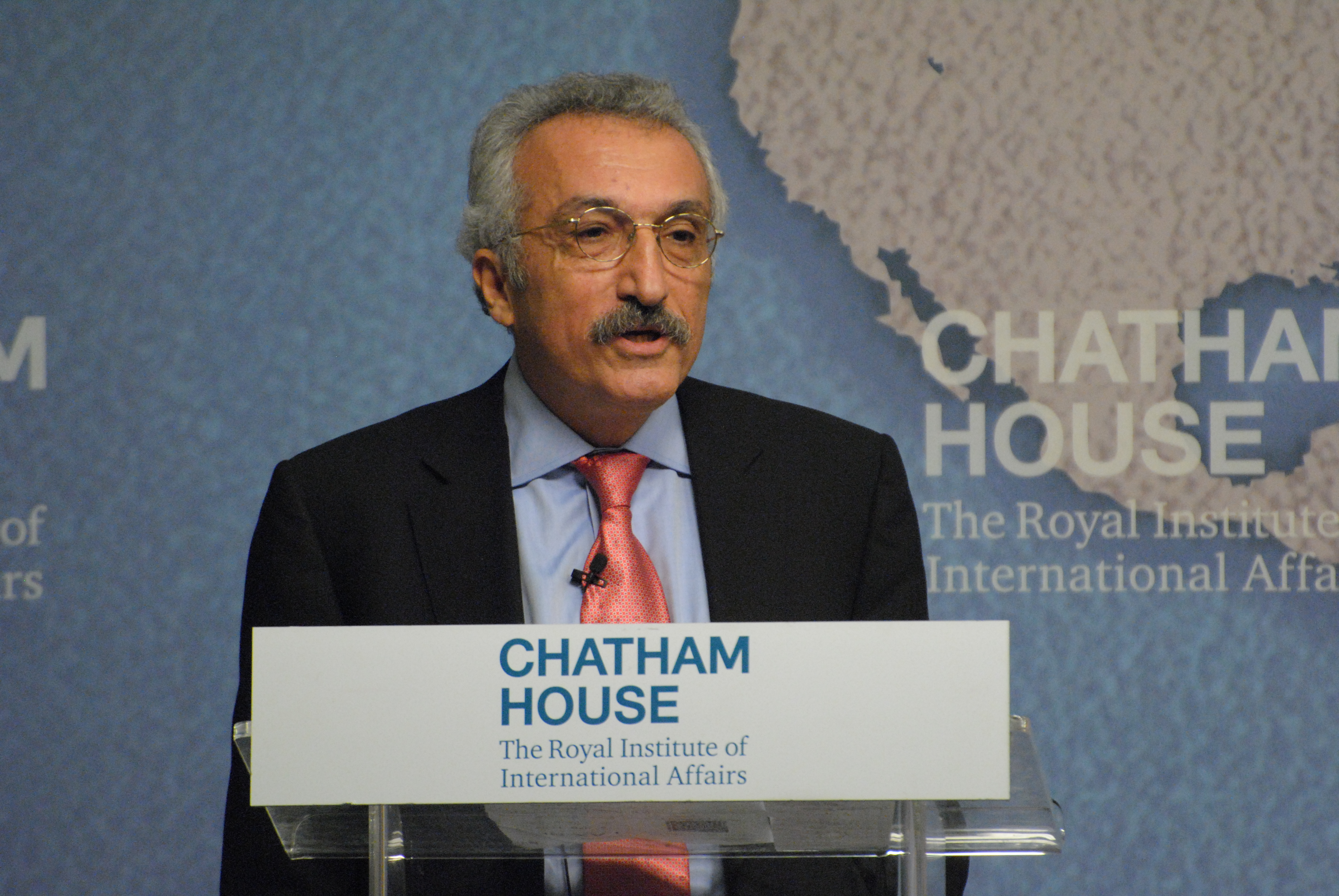
عباس میلانی: مورخ، ایران‌شناس، پژوهشگر، نویسنده و مدیر برنامهٔ مطالعات ایرانی در دانشگاه استنفورد.
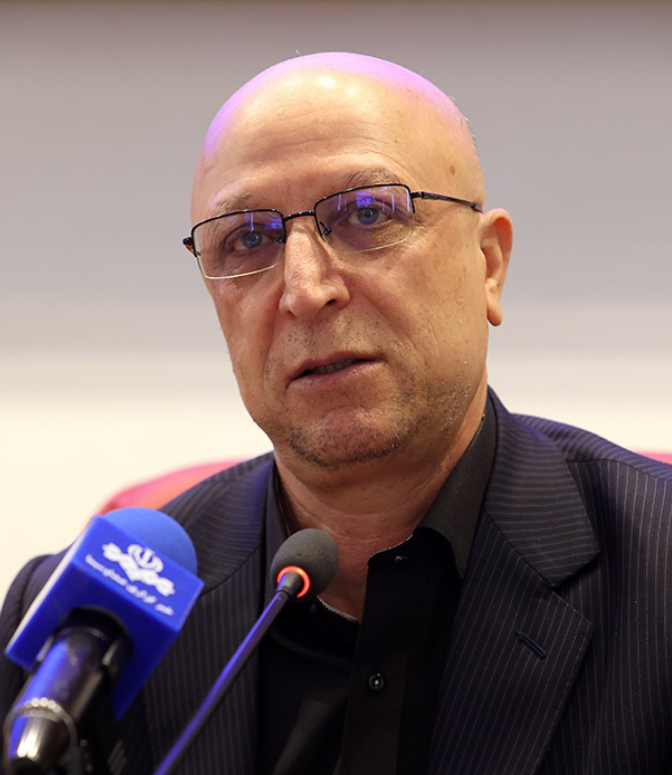
محمدعلی زلفی‌گل
 چهاردهمین وزیر علوم، تحقیقات و فناوری، شیمی‌دان ایرانی